# Massoneria

La squadra e il compasso, simbolo massonico. Si trova con o senza la G

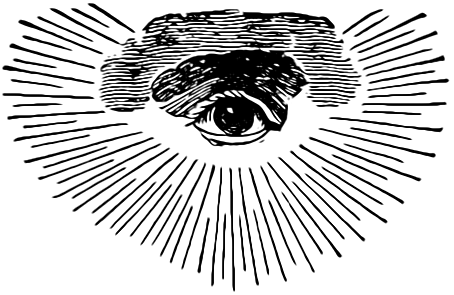
L'occhio della provvidenza, simbolo utilizzato nella massoneria in una delle prime versioni stilizzate

La Massoneria è un'associazione su base iniziatica, esoterica e di fratellanza. Diffusa in molti Stati del mondo, le sue origini sono da rintracciarsi in epoca moderna in Europa, nel Regno Unito, precisamente a Londra il 24 giugno 1717 come unione di associazioni basate su di un ordinamento democratico, dette "logge".
Il nome deriva dal francese maçon, ovvero "muratore", legato alla storia delle Corporazioni di liberi muratori (free-masons) medievali, e dalle quali ricavò gli stessi suoi simboli del mestiere, come la livella, il regolo, la squadra, il filo a piombo o il compasso. Il simbolo stesso della massoneria fu poi formalmente definito nei soli strumenti di squadra e compasso. Spesso, nel simbolo è presente anche una grande lettera "G", con varie interpretazioni, tra le quali il significato di Great Architect (Grande Architetto dell'Universo, G.A.D.U.) oppure di God (Dio), ma può essere interpretata anche come Geometria, Gnosi o Gnosticismo.

## Storia

### Le speculazioni sulle radici antiche e l'origine del termine
Gli ideali più antichi della massoneria verrebbero fatti risalire all'antica costruzione del tempio di Salomone (988 a.C.), attraverso un personaggio leggendario, l'architetto Hiram Abif, che avrebbe raggiunto una sorta di "illuminazione" spirituale attraverso i sacri ideali della costruzione. Tali ideali furono poi ripresi sia da quell'insieme di manoscritti storicamente definiti come Antichi doveri, sia dalle Corporazioni muratorie o gilde, degli scalpellini e dei carpentieri britannici del periodo basso-medievale; tuttavia, nessuno storico dà valore alla tesi per cui l'associazione sarebbe riconducibile ai tempi di Salomone, essendo assenti documenti storicamente accertati che dimostrino la continuità tra le corporazioni medioevali e le stesse logge massoniche, di cui è attestata l'esistenza solo a partire dalla seconda metà del XVII secolo.
Il termine francese maçon, mason o masson (muratore) compare ufficialmente sul finire del XVI secolo, soprattutto in Inghilterra e Scozia, a indicare gli Statuti di corporazioni muratorie del 1598, fatta di luoghi e di uomini che posseggano e che tutelino le più fini conoscenze e competenze nella costruzione edile o dell'"edificazione" intesa anche in termini più ampi, ovvero spirituale e intellettuale, e specialmente legata all'arte rinascimentale, fino a toccare gli ambienti più segreti di conoscenza esoterica. A motivo della mancanza di documenti relativi propriamente alla massoneria di questo periodo, sono sorte molte interpretazioni storiche, come quella di una discendenza diretta dagli stessi cavalieri templari, oppure da un ramo delle antiche scuole del segreto, o anche dei Collegia Fabrorum romani, oppure una conseguenza istituzionale delle corporazioni medievali per il tramite di maestranze bizantine o italiche, tra queste, i cosiddetti Magistri comacini operanti nell'Alto Medioevo.
Il Dr. Wilhelm Begemann nel 1688 ha classificato gli antichi Statuti in otto Familiy, ognuna indicata da un nome e da una lettera alfabetica
- A Regius Manuscript (1 testo);
- B Cooke Family (3 testi);
- C Plot Family (6 testi);
- T Tew Family (9 testi);
- D Grand Lodge Family (53 testi);
- E Sloane Family (21 testi);
- F Roberts Family (6 testi);
- G Spencer Family (6 testi);
- H Sundry Family (9 testi).

Attualmente sono noti i seguenti Statuti:
- Edict of Rothari A.D. 643 - Constitutions York 926
- Charter of Bologna 1248
- York 1370 (traduzione in francese)
- Preambolo veneziano relativo alle Mariegole dei Taiapiera, dei tagliatori di pietra (1307)
- Anglo-Norman Charges 1356 Inghilterra
- King David and the Temple of Jerusalem
- Regius 1390 British Museum
- Cooke 1450 British Museum
- Strassburg, Ratisbona 1459 Germania
- Torgau Ordinances 1462 Germania
- Watson MS series 1535
- Grand Lodge No.1 1583 Londra
- Schaw 1598
- The Sinclair MS 1601
- Jones 1607 (forse 1655)
- Wood 1610 Worcester
- Thorp 1629 Leicester
- Sloane No. 3848 1646 British Museum
- Inigo Jones MS 1655
- Sloane No.3323, 1659 British Museum
- Atcheson Haven 1666, Grand Lodge of Scotland
- Aberdeen 1670, Loggia Aberdeen No.1 (copia pubblicata Voice of Masonry, Dicembre 1874)
- Henery Heade 1675, Inner Temple, London
- Melrose No.2 1675, Melrose St. John Lodge No.1
- Stanley 1677 West Yorkshire Library
- The Thomas Tew MS 1680
- Plot 1686 Epitome in Nat. Hist. Staffordshire
- Clerke 1686
- Antiquity 1686, Lodge of Antiquity No.2
- William Watson 1687, West Yorkshire Library
- Beaumont 1690, West Yorkshire Library
- Waistell 1693, West Yorkshire Library
- York No.4 1693, York Lodge No.236
- Edinburgh 1696
- Edinburgh 1696 (traduzione in lingua francese)
- Foxcroft 1699
- Buchanan 1600's
- Phillips No.1 1600's Cheltenham
- Phillips No.2 1600's Cheltenham

### Pre-massoneria moderna all'inizio del XVIII secolo
Un primo riferimento bibliografico è presente nel Taccuino di Villard de Honnecourt (maestro d'opera attivo fra il 1215 e il 1225), dove l'autore, commentando una sua tavola, fornisce l'antico segno del Grado di Maestro e in dialetto piccardo scrive "Di tal maniera fu la sepoltura di un saraceno che io vidi una volta", riferendosi alla leggenda biblica del maestro Hiram (che era fenicio e non ebreo), costruttore del Tempio di Gerusalemme al tempo di re Salomone. Successive testimonianze del XV secolo sono presenti nel gruppo scultoreo dei Santi Quattro Coronati (1408-1412), opera di Nanni di Banco, visibile nella parete esterna nord della chiesa di Orsanmichele a Firenze, nel testo dello Statuto dei Tagliatori di pietre di Strasburgo, ratificato a Ratisbona nel 1459, e anche nell'effigie a bassorilievo del maestro Anton Pilgram nella cattedrale di Vienna (1514-15). Nel clima intellettuale dell'Illuminismo inglese, nel 1686 alcune logge massoniche britanniche, già costituitesi attraverso intellettuali di spicco come Sir William Schaw (1550-1602) e Sir Christopher Wren (1632-1723), trasformandosi da operative a speculative, aprirono i portali della conoscenza iniziatica anche ai non appartenenti alla professione muratoria. A parte gli atti ufficiali della nascita della massoneria moderna nel 1717, sono conosciuti come sicuri solo dei rari documenti che precedono il 1717 e, comunque, non prima della seconda metà del XVII secolo. La vaghezza di questa documentazione è da addebitare alla segretezza che allora i massoni davano ai lavori di loggia.
I più attendibili storici della massoneria non confermano che tale segretezza avesse motivazioni diverse da quella del carattere iniziatico di questa massoneria. Tale carattere non differisce da quello delle società iniziatiche anche antiche, essendo l'iniziazione un aspetto ampiamente diffuso in molte culture umane, anche se con diversi scopi e cerimoniali. Nei documenti della seconda metà del XVII secolo (atti amministrativi, elenchi di nomi, date e luoghi delle riunioni) relativi ad alcune logge scozzesi e inglesi si trovano nomi di membri di corporazioni muratorie che sembra fossero ancora operanti, pur senza l'importanza economica e sociale dei secoli precedenti, mentre rimanevano operative certe forme organizzative legate alle corporazioni di sussidiarietà e assistenza ai meno abbienti. Questi membri "muratori" risultavano costituire, nelle liste degli affiliati alla loggia, sempre un'esigua minoranza rispetto agli altri, non "muratori". Sarebbe infatti più corretto affermare che le logge massoniche di fine XVI secolo ammettevano esponenti delle corporazioni muratorie, piuttosto che il contrario; considerato anche il fatto che la "loggia", intesa come struttura associativa, non è un organismo interno alle corporazioni, ma così veniva chiamato solitamente il luogo o l'edificio interno ai cantieri di costruzione, dove si svolgevano le riunioni tecniche e organizzative del cantiere e dove, talora, si custodivano gli strumenti di lavoro più preziosi, mentre le attività amministrative e commerciali delle corporazioni si svolgevano in sedi urbane, spesso palazzi prestigiosi, tuttavia non definite come "logge".
Gli affiliati alle cosiddette "logge" erano, in gran parte, esponenti della nobiltà, delle libere professioni e del commercio. Non esistono documenti che possano spiegare i motivi per i quali queste persone si raggruppassero, e che cosa facessero durante le riunioni. Da rari cenni documentali sembra accertato che le riunioni si svolgessero seguendo certe ritualità, di cui però non si sa nulla, per cui non è possibile affermare che ci fosse una continuità con le cerimonie svolte nelle corporazioni muratorie. Anche se alcuni documenti ufficiali delle corporazioni muratorie riportano, spesso dettagliatamente, delle cerimonie di accettazione di nuovi membri alla corporazione, nulla fa supporre che nelle logge massoniche seicentesche fossero riproposte le stesse forme cerimoniali. Infatti, mentre le cerimonie delle corporazioni erano ufficiali, quindi note a tutti, gli storici negano che esse avessero le caratteristiche della ritualità e ancor meno della segretezza o della riservatezza. Al contrario, le cerimonie massoniche erano, per il poco che se ne sa, prettamente rituali e segrete. La segretezza consisteva nel fatto che il cerimoniale (parole e azioni) era noto ai soli membri della loggia e che tutto ciò che faceva parte del cerimoniale, arredi, oggetti e altro, veniva distrutto o conservato in modo inaccessibile alla fine delle riunioni. Per questo motivo nessuno, allora come oggi, sa che cosa avvenisse realmente durante le riunioni e ogni supposizione è pura fantasia.
Non ci sono prove che nei rituali massonici delle prime logge fossero presenti elementi esoterici però, considerato che l'esoterismo fa parte da sempre della cultura massonica, è possibile che ve ne fossero, mentre questi elementi non si rintracciano nei documenti conosciuti delle antiche corporazioni. L'interesse per le conoscenze in ambito esoterico che nel Rinascimento ebbe grande vivacità, continuò fino al XVII e al XVIII secolo e appassionò le persone più colte. Si può quindi supporre che nei primi rituali massonici fossero presenti elementi esoterici appartenenti agli ambiti dell'ermetismo, dell'alchimia, della cabala, della magia, dell'astrologia e di molto altro ancora. Riferimento che sicuramente era generalizzato in tutte le "logge spontanee", sia della Scozia sia dell'Inghilterra. Alcune espressioni verbali e concettuali che si trovano in questi manoscritti vengono riprese nel lessico massonico. Interessante è notare che tutte queste logge sparse nel territorio della Gran Bretagna avevano aspetti che le accomunavano anche se non risulta che tra loro esistessero collegamenti stretti né, sicuramente, alcuna struttura federativa. Alcune tracce documentali sembrano confermare, però, che singoli membri di una loggia avessero contatti con membri di altre logge e che, talora, vi fossero scambi di opinioni.

### La massoneria britannica e le opere di Anderson

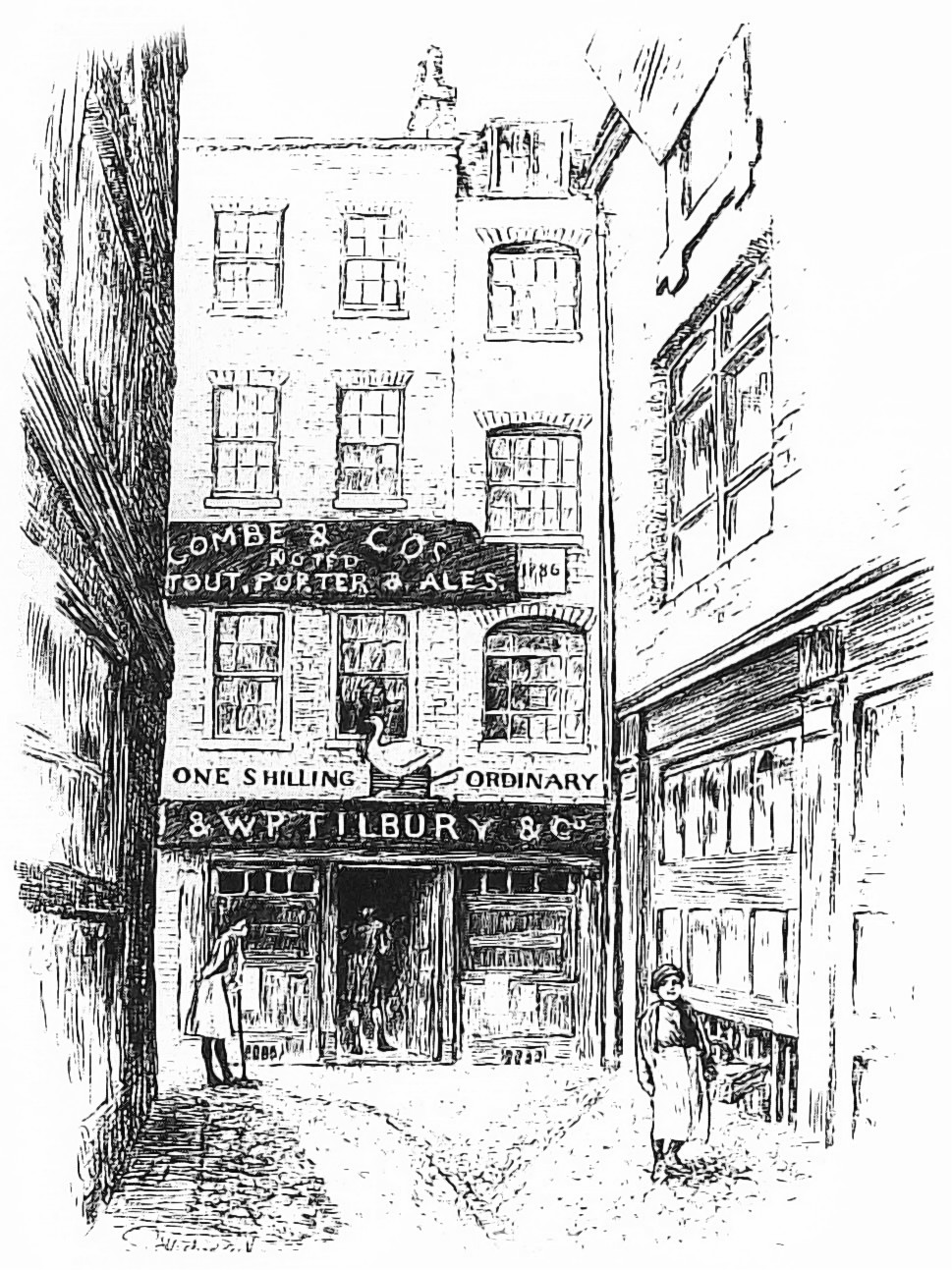
La taverna "Goose and Gridiron" di Londra, dove fu fondata la prima gran loggia, il 24 giugno 1717

Il 24 giugno 1717 fu ufficialmente fondata a Londra la Grand Lodge, con lo scopo di federare le logge che operavano nel distretto senza collegamenti tra loro. Purtroppo non si sono conservati gli atti di quella fondazione, ma rimangono numerosissime attestazioni di questo evento storico, che segnò formalmente la nascita della "massoneria moderna", per distinguerla dalla muratoria delle antiche corporazioni. La riunione di fondazione si svolse nella birreria "The Goose & Gridiron" (L'Oca e la Griglia), con la partecipazione di tre logge londinesi e una del Westminster, ovvero la stessa "The Goose and Gridiron", "The Crown" (La Corona), "The Apple Tree" (Il Melo) e "The Rummer and Grapes" (Il Calice e l'Uva). Il nome di ogni loggia era infatti quello del locale presso cui si riuniva. La "Goose and Gridiron" era una birreria sul sagrato della Cattedrale di San Paolo (loggia ora denominata "Lodge of Antiquity No. 2"); la "Crown" una birreria all'incrocio tra Parker's Lane e Drury Lane; la "Apple-Tree" una taverna in Charles Street, Covent Garden (loggia ora denominata "Lodge of Fortitude and Old Cumberland No. 12"); infine la "Rummer and Grapes" una taverna in Channel Row, Westminster (loggia ora denominata "Royal Somerset House and Inverness Lodge No. IV").
A capo della gran loggia, con il titolo di gran maestro, fu eletto Anthony Sayer. All'organismo direttivo appartennero alcuni prestigiosi personaggi, come il pastore anglicano John Theophilus Desaguliers (1683-1744), membro della Royal Society, brillante divulgatore delle teorie newtoniane e letterato ben introdotto nell'alta società londinese; quindi Francis Scott, duca di Buccleuch (1694-1751), scozzese e anche lui membro della Royal Society, poi Charles Lennox (1672-1723), primo duca di Richmond, primo duca di Lennox e duca d'Aubigny, figlio illegittimo del re d'Inghilterra Carlo II Stuart, lord John Montagu 2º duca di Montagu (1690-1749) membro della Royal Society, ed anche alcuni borghesi come il citato Anthony Sayer, il gentiluomo George Payne (c. 1685-1757). La contiguità ideale tra le corporazioni muratorie e le prime logge massoniche trova conferma nell'elaborazione delle Costituzioni dei Liberi Muratori del 1723; per la stesura del suo testo fu dato incarico al reverendo James Anderson, pastore presbiteriano, prendendo come riferimento ideale gli antichi manoscritti degli Statuti delle Corporazioni Muratorie allora conosciuti. La funzione della Gran Loggia era quella di organizzare in modo centralizzato le varie logge. Infatti già nel 1725 si trovano, nelle minute della gran loggia, le adesioni di molte altre logge in Bath, Bristol, Norwich, Chichester, Chester, Reading, Gosport, Carmarthen, Salford, e Warwick, e un'embrionale Provincial Grand Lodge nel Cheshire e nel Galles meridionale. La Gran Loggia si era ormai estesa ben oltre la città di Londra.

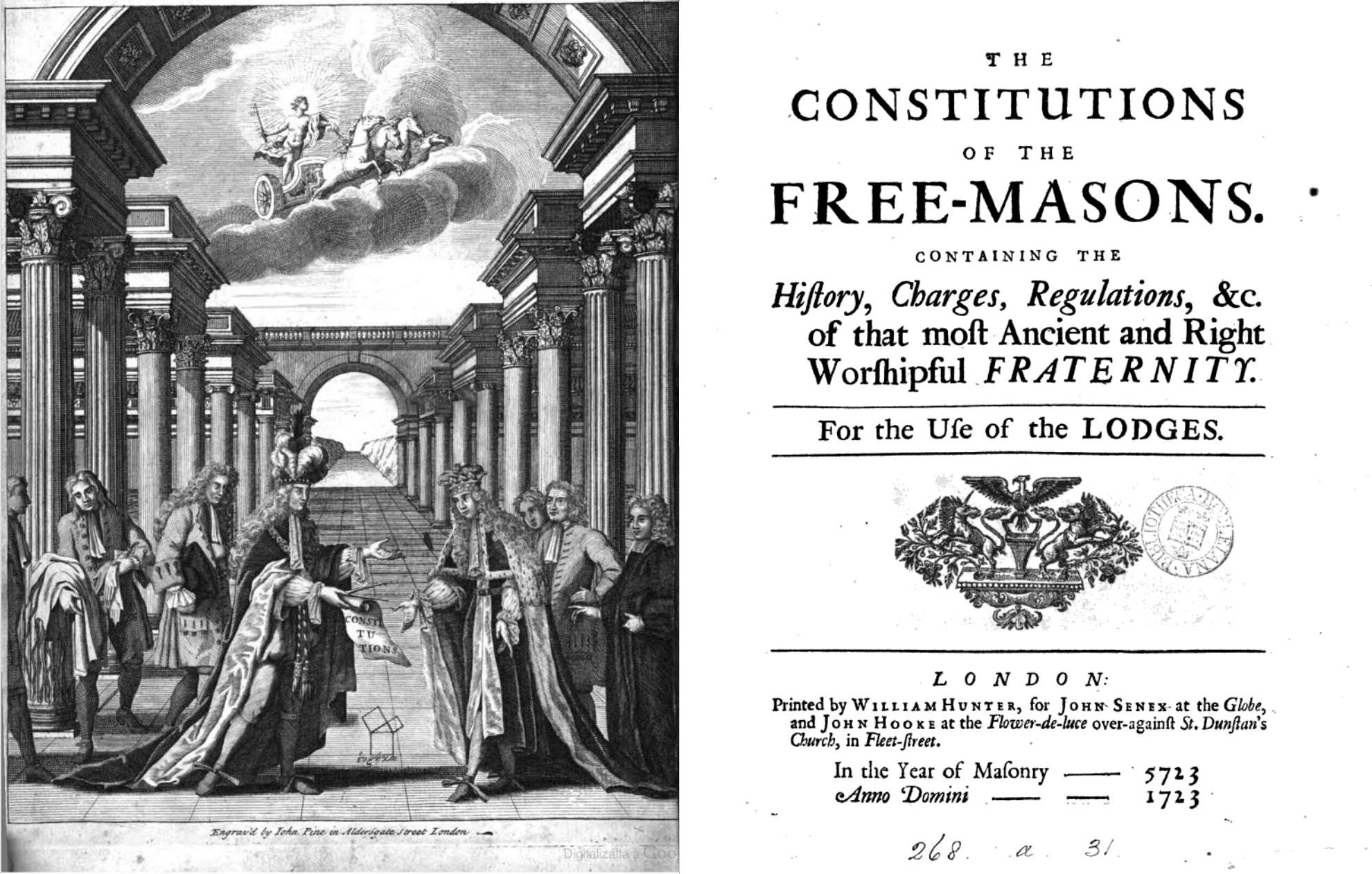
The Constitutions of the Free-Masons, 1723

Le regole costitutive della prima gran loggia massonica furono date alla stampa il 17 gennaio 1723 per ordine del duca di Montagu, ex "Gran Maestro", dopo che il manoscritto fu approvato in Gran Loggia e fu stampato per volontà della società raccomandandone l'uso nelle "logge". I firmatari furono Philip, duca di Wharton, Gran Maestro, e Theophilus Desaguliers, Deputato (cioè vice) Gran Maestro.
Il titolo completo è The Constitution, History, Laws, Charges, Orders, Regulations, and Usages of the Right Worshipful Fraternity of Accepted Free Masons; Collected from their General Records, and the faithful Traditions of many Ages. Titolo seguito dall'avviso:
(Avviso seguente il titolo delle prime regole costitutive)
La prima edizione è costituita da diverse parti:
1. Storia della massoneria;
2. Regole del Libero Muratore, estratte da antichi documenti inglesi, scozzesi e irlandesi;
3. Regolamenti Generali, redatti inizialmente da Mr. George Payne nell'anno 1720 quando era gran maestro;
4. Approvazione a firma di Philip, Duke of Wharton, Gran Maestro, J. T. Desaguliers deputato gran maestro e di cinquantotto maestri e sorveglianti di diverse logge (tra cui il maestro James Anderson);
5. Canzoni massoniche di diversi autori tra cui James Anderson.

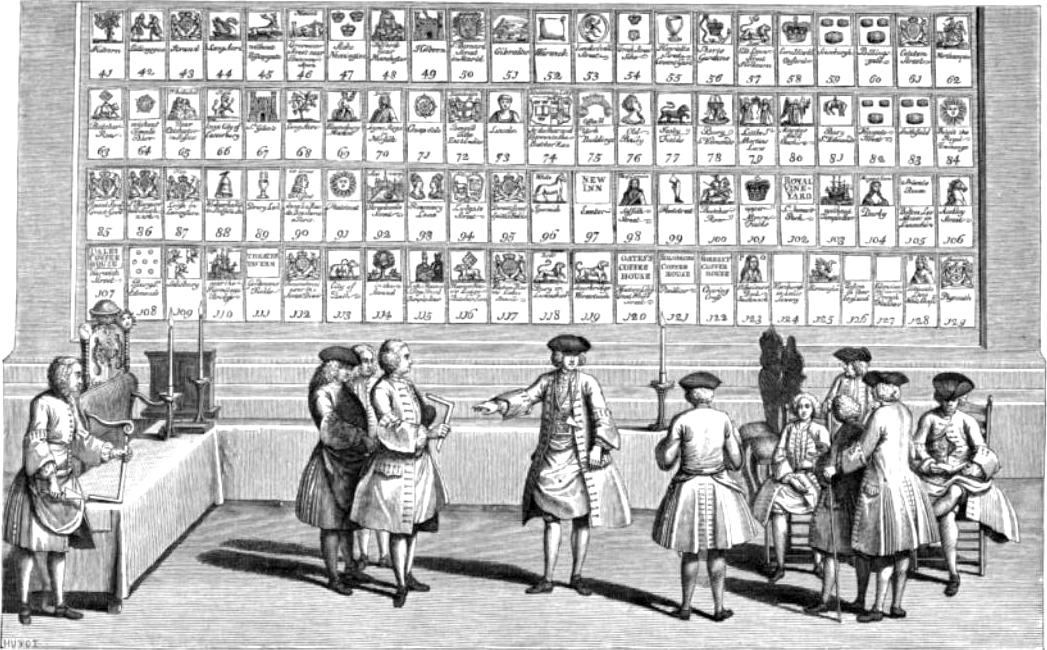
Stampa rappresentante una Scena di massoneria, 1878

La prima parte, storica, è un'accuratissima quanto mitologica ricostruzione storica della massoneria dai tempi biblici di Adamo e di Seth e con forti riferimenti alle vicende bibliche, fino ai tempi della prima gran loggia massonica. La seconda parte, le antiche regole, stabilisce in sei articoli con diversi commi le regole generali che devono guidare lo spirito e le azioni, dentro e fuori la loggia, dei liberi muratori. La terza parte, detta le trentanove regole generali che guidano la conduzione delle logge e della gran loggia. È seguita da un Poscritto che prescrive certi comportamenti cerimoniali. La quarta parte, l'Approvazione, è appunto l'atto di approvazione delle Costituzioni. La quinta parte, le canzoni massoniche, è costituita da: la Canzone del Maestro (in cinque parti) ideata e scritta da James Anderson; la Canzone del Sorvegliante, pure di Anderson; la Canzone del Compagno scritta dal Fratello Charles Delafaye.

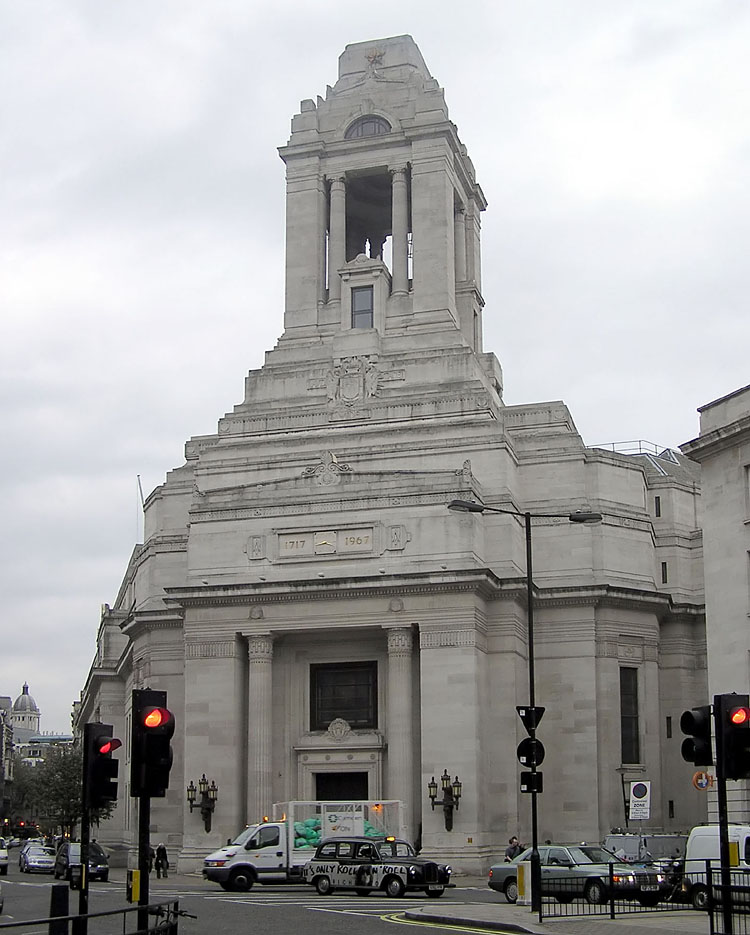
Edificio (1927–1932) della sede della Gran loggia Unita d'Inghilterra - Londra

Da sempre l'interesse massimo dei massoni è dato alla seconda parte, quella delle regole che da tutti i massoni del mondo sono considerati i Landmarks, le basi costitutive della massoneria moderna, quelle cosiddette tradizionali cui tutte le gran logge che si ritengono regolari si attengono con assoluto scrupolo da oltre tre secoli. Su queste regole le polemiche sono infuriate per secoli da quando, cioè, alcune gran logge decisero di modificarle o di interpretarle secondo le consuetudini culturali e nazionali proprie e per il mutare di vicende sociali e storiche; per tale motivo furono definite irregolari. I concetti di "regolarità" e "irregolarità" non sono intesi, in ambito massonico, come giudizio di valore su altrui decisioni, ma semplicemente in quanto seguano o non seguano le regole tradizionali. In ogni caso, anche la terza parte ha un grande valore storico per la comprensione della struttura della prima gran loggia moderna. Al contrario la prima parte viene trascurata, considerandola un non ben riuscito tentativo di costruire la storia della massoneria quasi in forma mitica.
Un'altra edizione fu stampata nel 1738 con rilevanti differenze di stesura e di concettualità normative, specialmente nei primi articoli. La prima parte storica fu ulteriormente ampliata, quasi raddoppiata, senza però rendersi più attendibile storicamente. Nel 1756 e nel 1767 videro la luce delle nuove edizioni curate da John Entick (ca. 1703-1773) dal titolo The Constitutions of the Antient and Honorable Fraternity of Free and Accepted Masons (Le Costituzioni dell'Antica ed Onorevole Fraternità).
Tutte le gran logge e gran orienti cosiddetti "irregolari" (che non si riconoscevano con le gran logge britanniche), nei cinque continenti e nel corso di oltre tre secoli, redassero proprie versioni delle Costituzioni dei Liberi Muratori, anche se talora con modifiche di poco conto, e il loro numero è quindi difficilmente quantificabile, considerato anche che una gran quantità di gran logge e gran orienti nel corso del tempo scomparvero dalla scena storica e ideale della massoneria oppure mutarono creando altre diverse Costituzioni.

### Lo scisma inglese del 1753 e sua ricomposizione
Un evento importante che condusse alla creazione di istituzioni massoniche con caratteristiche diverse da quelle originali inglesi fu l'uscita di cinque logge dalla prima gran loggia d'Inghilterra. Queste logge erano composte quasi esclusivamente da massoni irlandesi emigrati in Inghilterra, a prevalenza cattolica. Essi volevano ripristinare o meglio conservare le caratteristiche allora ritenute "autentiche" dell'antica muratorìa con un diverso rituale e con un numero di gradi superiore a quello tradizionale di tre. Il 17 luglio 1751, i rappresentanti di cinque Logge si riunirono presso la taverna di "Turk's Head", in Greek Street, Soho, Londra - formando una gran loggia rivale della "GLE".
Il 5 febbraio 1752 fu costituita la Gran Loggia dei Massoni Antichi e Accettati d'Inghilterra secondo le Antiche Costituzioni (Grand Lodge of Free and Accepted Masons of England, according to the Old Constitutions) o Ancient Grand Lodge of England. Le ragioni della scissione sono ancora oggi oggetto di contrastanti giustificazioni da parte degli storici, senza che si sia giunti a una definitiva spiegazione.
Laurence Dermott scrisse una Costituzione per gli Ancients, la Ahiman Rezon sulla falsariga delle Spratt's Irish Constitutions, come alternativa alle Costituzioni scritte da James Anderson. I membri della nuova gran loggia si autodenominarono anciens e chiamarono quelli della Gran Loggia d'Inghilterra moderns. Questa scissione ebbe molto seguito, specialmente negli Stati del Nord America ma poco riscontro in Europa continentale, dove già da tempo erano state create delle Gran Logge, con differenze anche rilevanti rispetto alla tradizione inglese.
Nel 1811 le due gran logge approntarono una Commissione che nei successivi due anni stese gli accordi dell'unificazione. Nel 1813 divenne Gran Maestro dei moderns il duca di Sussex. L'accordo fu firmato il 27 dicembre 1813 tra il duca di Sussex, che era diventato gran maestro dei moderns in quel anno, e il gran maestro degli anciens principe Edward Augustus, duca di Kent e Strathearn.
L'unificazione delle due gran logge portò alla creazione della Gran Loggia Unita d'Inghilterra (United Grand Lodge of England). Fu quindi costituita una Loggia di Riconciliazione (Lodge of Reconciliation) per ricomporre i diversi rituali delle due gran logge e che, una volta definita, prese il nome di Emulation. L'Emulation è un rituale e non un rito, nel senso che esso non ha una struttura organizzativa parallela a quella della gran loggia, come accade per il Rito scozzese antico ed accettato con una propria gerarchia di gradi. A seguito dell'unificazione venne riscritto lo Statuto di Gran Loggia, che entrò in vigore nel 1815.

### La diffusione nel mondo e il XIX secolo

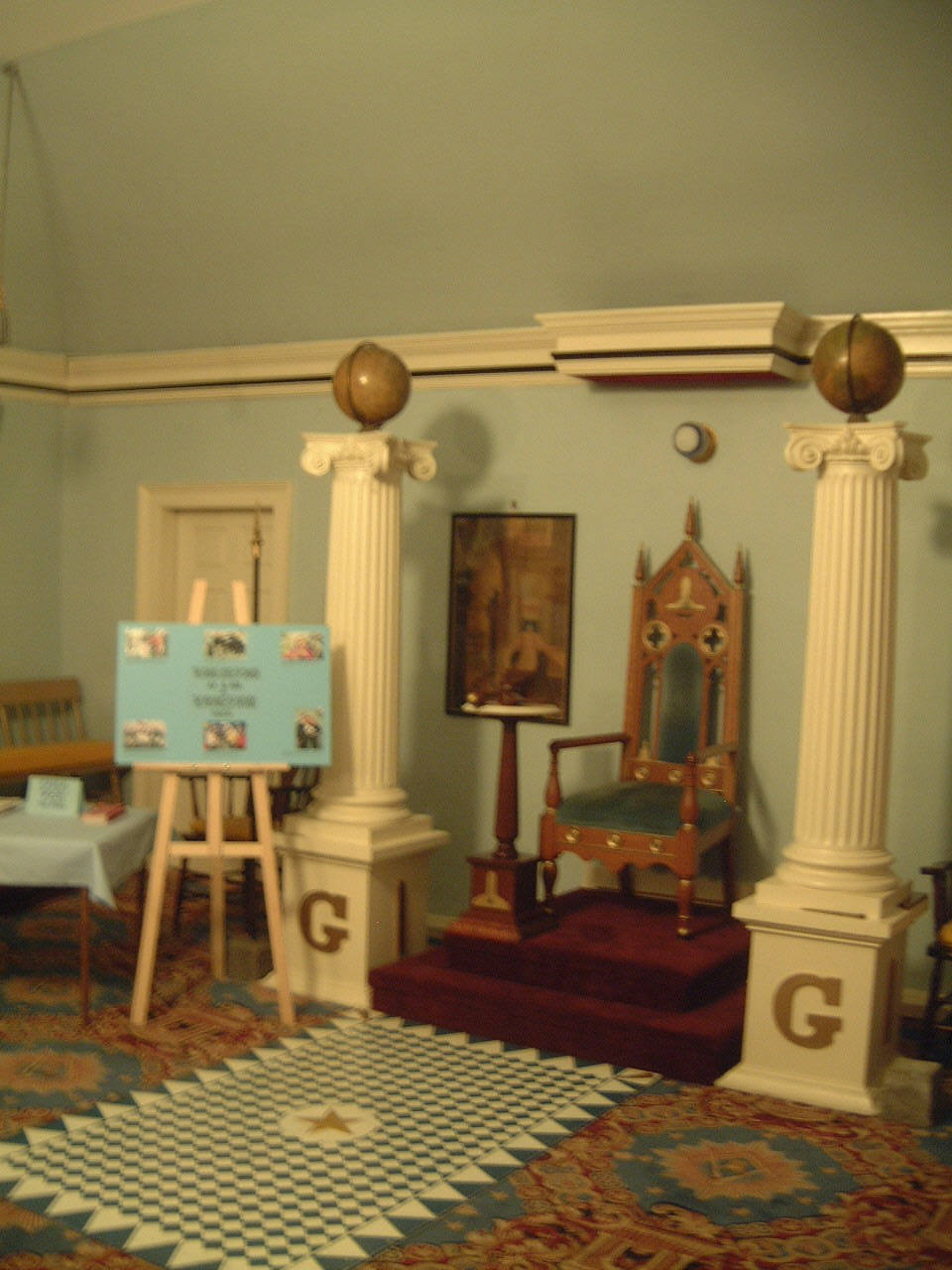
Interno della Loggia di Niagara-on-the-Lake, Ontario, Canada

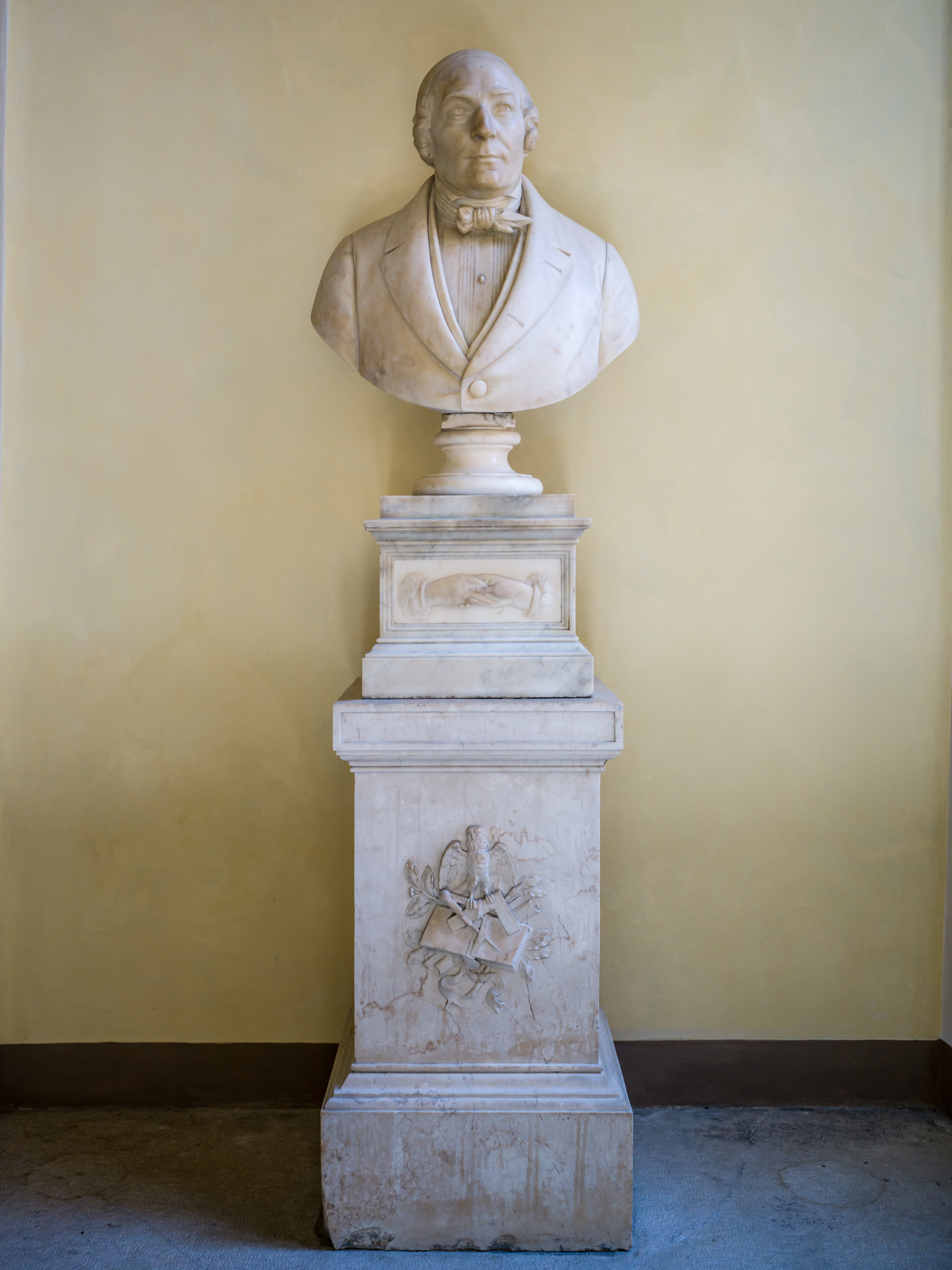
Busto dell'architetto Rodolfo Vantini con segni massonici nel Palazzo Tosio a Brescia.

La divisione tra massoni ancients e moderns non impedì una rapidissima diffusione della massoneria moderna, sia in Europa sia negli Stati Uniti d'America, secondo le linee di espansione dell'Impero britannico, dei suoi commerci marittimi e delle colonizzazioni. Di questa propagazione, concretizzatasi nella fondazione di logge successivamente regolarizzate mediante la concessione di "patenti" dall'una o dall'altra "gran loggia" inglese – oppure dalle grandi logge di Scozia e di Irlanda – strumento molto efficace furono le logge militari, costituite all'interno delle unità dell'esercito britannico e frequentemente trasferite da una parte all'altra dell'impero.

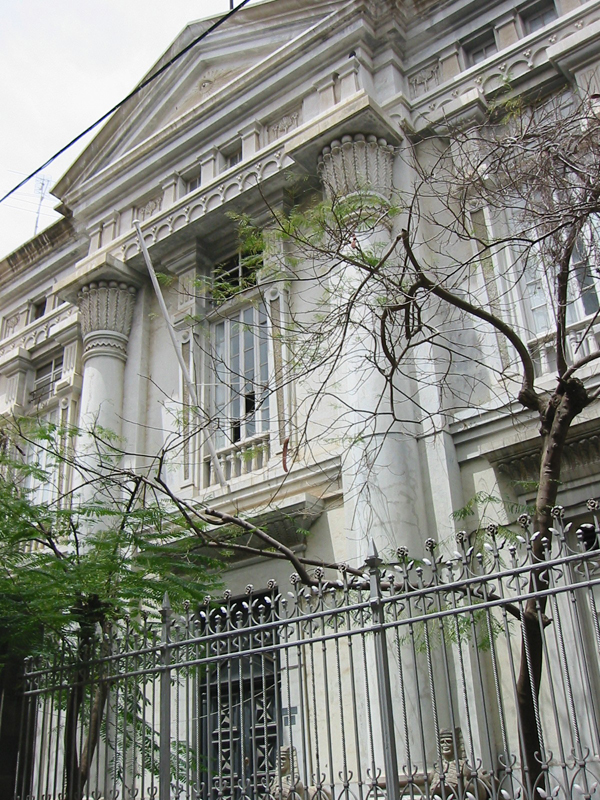
Tempio massonico di Santa Cruz de Tenerife, in Spagna

Lo sviluppo della nuova massoneria fuori dell'arcipelago britannico fu parimenti rapidissimo. Nel 1723 venne fondata una loggia a Girifalco, in Calabria, la prima sul territorio italico..
Nel 1728 furono fondate una loggia a Madrid ed una a Gibilterra; nel 1731 la gran loggia di Londra nominò un gran maestro provinciale per la Russia, e sempre nel 1731 una loggia inglese fu fondata a Firenze. Nel 1733 a Boston nacque la prima gran loggia provinciale statunitense, mentre nel 1734 i liberi muratori olandesi elessero un gran maestro per le Province Unite. Nel 1735 sorsero logge a Lisbona, Roma, Milano, Verona, Padova, Vicenza, Venezia, Stoccolma. Nel 1736 fu fondata la loggia di Genova e nel 1737 nacque una loggia ad Amburgo.
Il secondo grande scisma nella storia della massoneria, dopo quello inglese del 1752, avvenne negli anni successivi al 1877, quando il Grande Oriente di Francia abolì ogni restrizione all'ammissione di atei. Nonostante la discussione sull'ateismo fosse stato verosimilmente il maggior fattore della frattura con il Grande Oriente di Francia, gli inglesi citano anche il riconoscimento, da parte dei francesi, della massoneria femminile e delle co-massonerie, come anche la tendenza dei massoni francesi a discutere volentieri di religione e politica nella loggia. Anche se i francesi scoraggiano queste discussioni, non le bandiscono altrettanto drasticamente quanto gli inglesi. Lo scisma tra i due rami è stato occasionalmente superato, specialmente durante la prima guerra mondiale, quando massoni statunitensi richiesero di poter visitare logge francesi.
Per quanto riguarda i requisiti religiosi, la più antica costituzione massonica (quella di Anderson, 1723) dice solo che un massone «non dovrà mai essere uno stupido ateo né un libertino senza religione» se «comprende l'Arte correttamente». La sola religione richiesta era «quella religione in cui tutti gli Uomini concorrono, tenendo per sé le loro particolari Convinzioni». I massoni non si trovano d'accordo nelle definizioni di «stupido» o «senza religione» come necessarie o accidentali per «ateo» e «libertino». È possibile che l'ambiguità sia intenzionale. Nel 1815, l'appena riunificata Gran Loggia Unita d'Inghilterra (UGLE) cambiò le Costituzioni di Anderson in senso più ortodosso: «qualunque sia la religione o il modo di praticarla, nessuno sarà escluso dall'Ordine, purché creda nel Glorioso Architetto del Cielo e della Terra, e pratichi i sacri doveri della moralità». Gli inglesi mettono in pratica questo articolo col richiedere al candidato la fede in un Essere Supremo e nella sua volontà rivelata; nonostante ciò possa ancora essere interpretato in modo non-deista, ciò rese più difficile per credenti non ortodossi l'ingresso nella massoneria.
Nel 1849, il Grand Orient de France seguì l'esempio inglese adottando il «requisito dell'Essere Supremo», ma nei paesi latini si registrava già una pressione crescente per l'aperta ammissione degli atei. Ci fu un tentativo di compromesso nel 1875 (Congresso dei Supremi consigli Federali, al convento di Losanna) con l'uso dell'espressione «Principio Creatore» (che suonava meno deista che non «Essere Supremo») ma alla fine ciò non era abbastanza per il Grande Oriente di Francia e nel 1877 essi tornarono ad abolire il requisito di religiosità per l'ingresso, adottando l'originale documento di Anderson del 1723 quale Costituzione ufficiale. Venne inoltre creato un rituale modificato che non faceva alcun riferimento diretto al GADU (Grande Architetto Dell'Universo) sebbene, come simbolo, rimanesse probabilmente ancora in uso. Questo nuovo rito non rimpiazzava i vecchi, ma era proposto come alternativa (le giurisdizioni europee in generale non tendono a ridursi all'uso di un solo rito, come la maggioranza delle giurisdizioni nordamericane, ma offrono un assortimento di riti tra cui le logge possano scegliere).

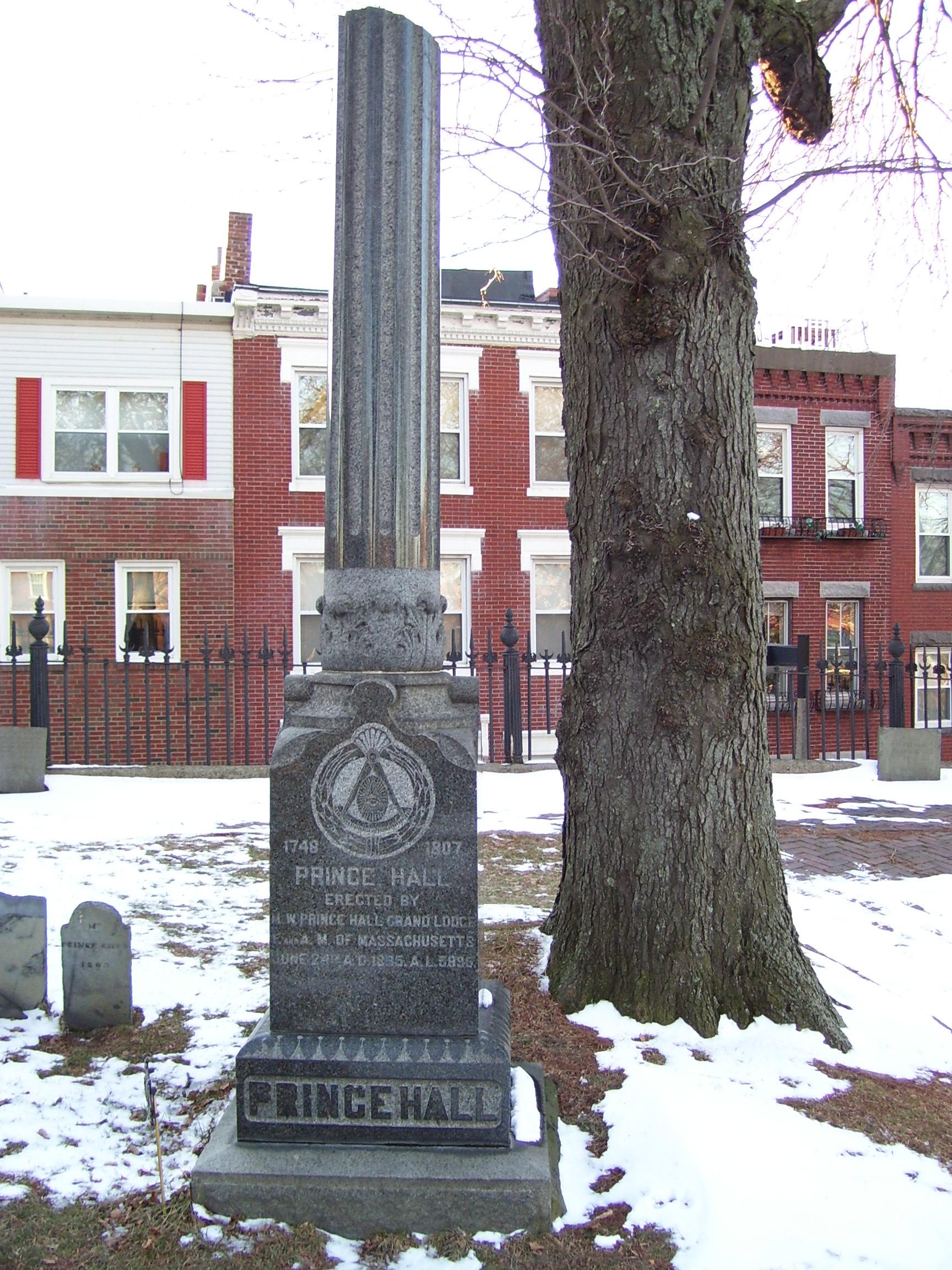
Tomba di Prince Hall nel cimitero di Copp's Hill, a Boston

Riguardo agli USA, va ricordato che i principi della massoneria furono fondanti nella costituzione degli Stati Uniti d'America: infatti i tre estensori della loro costituzione appartenevano a "fratellanze" massoniche, così come massoni dichiarati furono i primi tre presidenti. Nel 1775, un afroamericano di nome Prince Hall fu iniziato in una loggia militare di costituzione irlandese, assieme a quattordici altri afrostatunitensi, tutti liberi dalla schiavitù fin dalla nascita. Quando la loggia militare lasciò l'area, agli afrostatunitensi fu concessa l'autorità d'incontrarsi come loggia, quindi eseguire processioni nel giorno di San Giovanni e celebrare funerali massonici, ma non quella di conferire gradi o fare altro lavoro massonico. Questi chiesero, e ottennero, un Warrant for Charter dalla Gran Loggia d'Inghilterra nel 1784 e formarono una Loggia Africana numero 459. Benché venga rilevata dai registri come tutte le altre logge statunitensi dopo la fusione della Gran Loggia «Premier» e la Gran Loggia «Ancient» nel 1813, quando essi formarono la Gran Loggia Unita d'Inghilterra, la Loggia africana si ridenominò come la Loggia africana numero 1 (da non confondere con le varie Gran Logge africane) e si separò dalla massoneria riconosciuta dall'UGLE (United Grand Lodge of England). Questo portò alla tradizione di separare le giurisdizioni prevalentemente afroamericane in Nord America, note collettivamente come Massoneria di Prince Hall.
Razzismo e segregazione diffusi in Nord America resero impossibile, per gli afrostatunitensi, unirsi a molte cosiddette "logge principali", e molte Gran Logge del Nord America rifiutarono di riconoscere come legittime la Loggia Prince Hall e i Massoni di Prince Hall nelle proprie giurisdizioni. Attualmente, la Massoneria di Prince Hall è riconosciuta dalla United Grand Lodge of England e da alcune Gran Logge, a loro volta riconosciute dall'UGLE (United Grand Lodge of England) e non da altre, e sembra poter raggiungere la piena agnizione.
Istituzione quasi ufficiale, dotata di grande prestigio e fortemente selettiva nella scelta dei propri membri, la massoneria inglese è divenuta una componente stabile della società britannica e della sua classe dirigente, atteggiandosi a potenza massonica "madre del mondo" e depositaria della tradizione.
La massoneria inglese afferma esplicitamente a partire dal XIX secolo di avere tra i suoi protettori la monarchia del Regno Unito, alla quale riporta anche con i legami di parentela fra i suoi vertici e i Windsor. L'idea di una massoneria inglese come "madre del mondo", per quanto diffusa sia in ambienti massonici sia storici, è quantomeno controversa. Con lo scisma inglese del XVIII secolo fra Antichi e Moderni, infatti, la Gran Loggia di Londra smise di fatto di esistere. L'obbedienza che fu fondata nel 1815 era un'obbedienza diversa, sia dal punto di vista filologico sia dal punto di vista rituale. Nacque allora, assieme alla odierna Gran Loggia Unita d'Inghilterra, il Gran Capitolo dell'Arco Reale; spesso confuso con i riti è in realtà una sorta di grado complementare, propedeutico al grado di Maestro Libero Muratore.
La nascita dell'Arco Reale e la sua particolare collocazione nell'alveo del rituale Inglese (detto comunemente Emulation Ritual), rappresenta la soluzione di compromesso fra le Grandi logge degli Antichi e dei Moderni, che con tale modifica fondarono un'obbedienza diversa e terza rispetto alla Gran Loggia di Londra (o Loggia Madre del Mondo). La massoneria inglese, peraltro, non ha alcun tipo di autorità reale sulle altre giurisdizioni massoniche, la cui regolarità, ancorché non riconosciuta dalla Gran Loggia Unita d'Inghilterra, può essere peraltro legittima nel giudizio di altre "grandi logge". Ad esempio, nel 1993 la UGLE ritirò il riconoscimento precedentemente concesso al Grande Oriente d'Italia (nonostante esso rispettasse formalmente tutti i requisiti richiesti), ma quasi tutte le grandi logge e grandi orienti del mondo continuarono a riconoscere tale istituzione come regolare. Questa situazione apparentemente anomala si è risolta l'8 marzo 2023, quando il riconoscimento è stato nuovamente attribuito al Grande Oriente d'Italia da parte della UGLE. A partire dalla seconda metà del XIX secolo, inoltre, si sono registrati diversi interventi ufficiali di scomunica o di disconoscimento, quale strumento di una politica estera sempre più attiva da parte dei vari corpi massonici.

### Il XX e XXI secolo

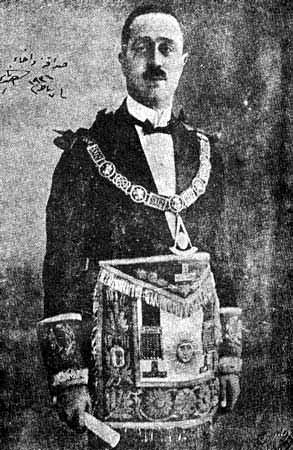
Il nobile ottomano Ahmed Nami indossava abiti massonici nel 1925

Durante la guerra di secessione americana, gli Stati Confederati d'America riconobbero la massoneria di Prince Hall, come pure tutte le Gran Logge degli Stati settentrionali, inclusi Alaska e Hawaii, riconoscono la massoneria Prince Hall).
Nel 1917 fu pubblicato il canone 2335 del codice di diritto canonico che prevedeva la scomunica per i massoni. La disposizione è stata cancellata poi nel 1983, ma l'iscrizione alla massoneria per un cattolico resta proibita per la sua radicale inconciliabilità con la fede della Chiesa e costituisce un peccato grave che comporta l'esclusione dalla comunione. Nel novembre 1922 il IV congresso moscovita dell'Internazionale Comunista proclamava l'incompatibilità tra militanza nei partiti comunisti e l'appartenenza alla massoneria.
Ciononostante, a partire dal XX secolo nell'Europa continentale e in Sud America il numero di massoni è stato generalmente in ascesa; al contrario, in tempi recenti, in alcuni distretti degli Stati Uniti, della Gran Bretagna e altre giurisdizioni britanniche sta perdendo membri più velocemente di quanto riesca ad attrarre nuovi iniziati. Negli Stati Uniti l'età media dei membri è intorno ai 45 anni.

## Principi e scopi
La massoneria ufficiale dichiara di non avere barriere etniche, religiose, ideologiche e politiche, per effetto delle antiche regole stabilite nelle Costituzioni dei liberi muratori del 1723 e alle quali tutte le istituzioni massoniche del mondo fanno riferimento, anche se con alcune differenze dovute a tradizioni locali e storiche. Sono incluse anche le donne, in quanto nella maggior parte dei casi esistono logge denominate "miste" che ne consentono l'iniziazione. Sin dal suo sorgere, la massoneria è costituita da logge, cioè gruppi organizzati di persone che operano insieme con gli stessi scopi e ideali, seguiti da ogni massone del mondo. In questo senso è considerata dai suoi aderenti universale, pur nelle sue complesse diversità interne. Il patto alla base sarebbe da intendersi non come un'operatività sociopolitica, ma come tensione collettiva, di tutti gli affiliati all'associazione, alla via di perfezionamento delle più elevate condizioni dell'umanità.
I principi massonici discendono dalle Costituzioni di Anderson, redatte da James Anderson nel 1723, e le cui regole fondano la tradizione universale della massoneria. Essi sono dunque principi, o norme ideali, che non possono essere messi in discussione o essere cambiati, pena l'uscita dalla tradizione stessa e dalla idealità massonica. Tra i vari principi e norme c'è quello che precetta la massoneria e tutti i suoi affiliati all'estraneità rispetto alle questioni politiche o religiose. Non per questo la massoneria è antipolitica e antireligiosa, solo è separata da questi ambiti e per tale motivo nelle Logge è vietato discutere di religione, di politica, di affari economici della società civile. Tale principio è affermato con precisione fin dal suo sorgere e ricalca la stessa disposizione vigente nella Royal Society fino dal XVII secolo. Infatti, alcuni membri della Royal Society furono tra i fondatori nel 1717 della prima gran loggia, quella in seguito colloquialmente definita Premier Grand Lodge.

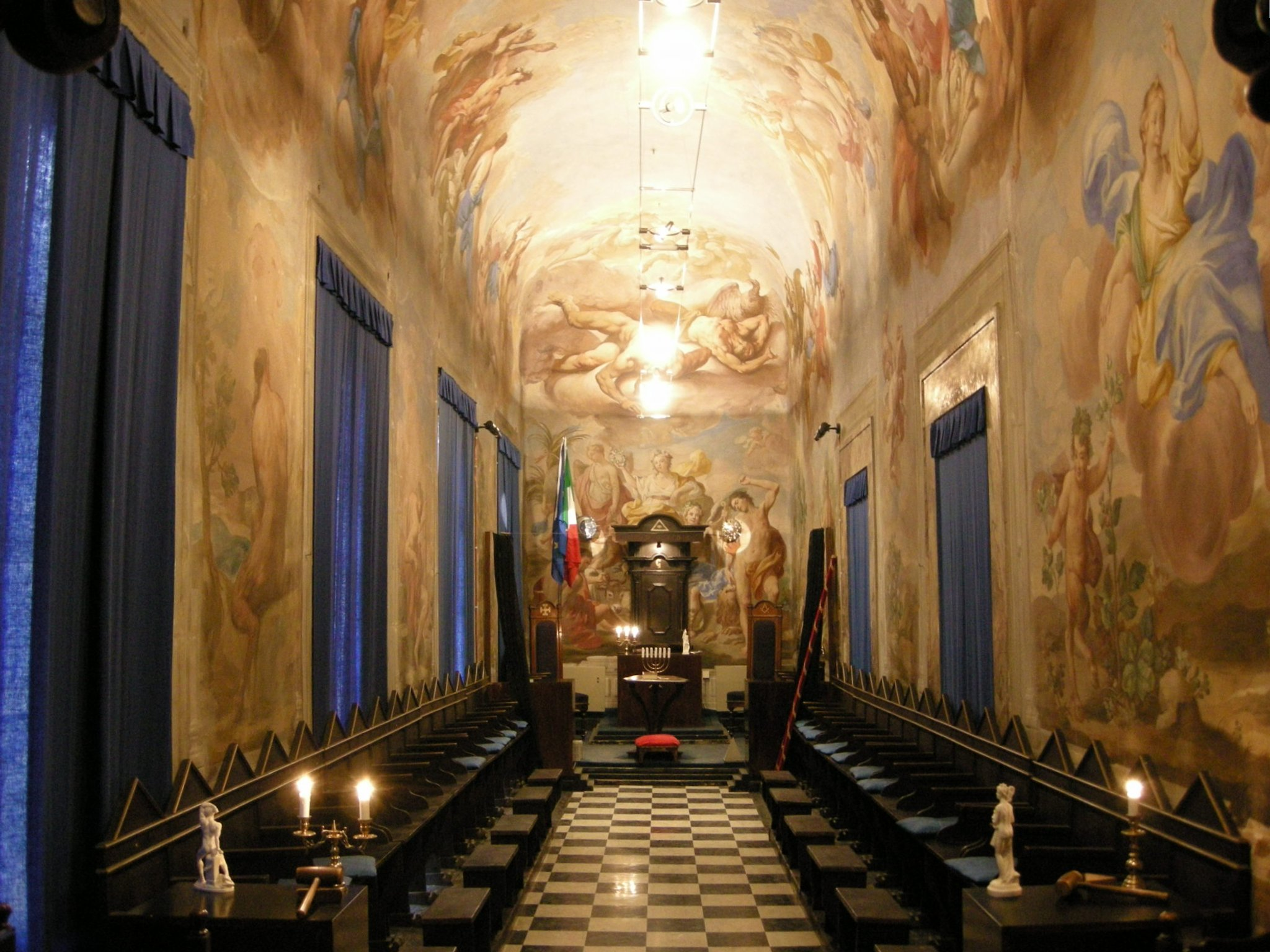
Palazzo Roffia, Firenze sede locale della Gran Loggia d'Italia degli Alam

Nel mondo massonico la massoneria di cultura anglosassone prescrive con particolare severità che il massone non debba trattare pubblicamente di questioni inerenti alla politica e alla religione nella veste di massone, conservando la libertà di farlo nella veste di cittadino. Questa prescrizione non è affermata con uguale rigidità nelle Istituzioni massoniche di cultura non anglosassone, che hanno interpretato le Costituzioni massoniche in maniera diversa per motivi storici e culturali. È difficile trattare della massoneria in senso generale, come un tutt'uno, considerando che essa si esprime con diverse modalità organizzative e dottrinarie; tuttavia in essa si riscontrano alcune caratteristiche comuni a tutte le istituzioni massoniche mondiali, che possono essere sintetizzate nelle seguenti:
1. Il suo scopo ultimo è il miglioramento dell'uomo e dell'umanità.
2. L'istruzione del massone per mezzo di simboli basati sugli strumenti dei muratori.
3. L'accettazione in una loggia attraverso una cerimonia di iniziazione.
4. L'organizzazione di perfezionamento graduale, in cui i gradi di Apprendista, Accettato o Ammesso (o Introdotto) (A.A./ A.I.), Compagno di Mestiere (o d'Arte) (C.d.M./C.d.A.) e Maestro Muratore o Massone (M.M) sono comuni a tutti i sistemi massonici.
5. Il suo carattere confidenziale e discreto, anche se in certi tempi e luoghi, si manifestò con modalità di segretezza.

L'aspirante massone di fede cristiana presta giuramento sul Vangelo secondo Giovanni, mentre quello di fede musulmana giura sul Corano. La massoneria sostiene di promuovere le terne di forza, saggezza e bellezza, nonché di fratellanza, libertà e armonia al fine di generare ed esportare lo spirito filantropico.
La massoneria promuove tra i suoi aderenti la ricerca incessante della verità per realizzare la fratellanza universale del genere umano. Attraverso i suoi riti di affiliazione finalizza la sua azione sul piano etico sviluppando i valori universali (lealtà, amicizia, fedeltà, sincerità, bontà, altruismo) della società umana e consolidando i propri ideali con l'astensione da ogni proposizione dogmatica o di fanatismo nello spirito di una tolleranza universale e quella materiale su progetti d'azione benefica nei confronti degli affiliati e, nella società civile, dei bisognosi.
Il valore principale perseguito in massoneria è quello della Libertà e infatti tale parola (freedom) è presente nelle Costituzioni del 1723. Tant'è che requisito indispensabile per essere ammessi in massoneria tra la fine del XVII secolo e l'inizio del XVIII è stato quello di essere uomini liberi (free-born), non servi della gleba, non imprigionati o deportati a forza (bondman). La stessa denominazione «Liberi Muratori» (Freemasons) definisce chi lavorava in un cantiere di costruzione percependo una paga e non perché costretto. Nei tempi moderni il concetto di "libero" è sostanzialmente riferito alla libertà d'azione, nel senso di non subire la prigionia o condanne limitanti la libertà d'azione personale e/o nella società.
L'altro valore è quello dell'uguaglianza, e infatti nelle logge settecentesche era bandita ogni differenza, apportatrice di disuguaglianze per motivi di censo, ceto e classe sociale, di etnia e di religione, anticipando nella pratica interna della loggia le prime forme di democrazia, poi teorizzate in modo più articolato dall'Illuminismo. Nella loggia ogni affiliato è "uguale" agli altri e l'unica differenza è data dal grado massonico (A.A. – C.d.M. – M. M.), indicante il percorso di perfezionamento svolto.
La tolleranza, anche se sempre attivamente praticata tra i massoni, non appare come valore fondante della massoneria nei primi decenni della sua affermazione; non casualmente questa parola non appare nel testo delle Costituzioni (1717). Solo quando i principi e i valori illuministici nei paesi di cultura occidentale condizionarono il pensiero massonico, la tolleranza assunse una maggiore importanza.

## Caratteristiche fondamentali

### A.G.D.G.A.D.U.
A.·.G.·.D.·.G.·.A.·.D.·.U.·. è una formula massonica abbreviata. La sigla significa: "Alla Gloria del Grande Architetto dell'Universo"; comprende ogni possibile raffigurazione personale del rapporto tra Dio e l'Umanità.
Nelle logge tale formula è evidenziata nel "Tempio all'Oriente", alle spalle del maestro venerabile, con le lettere intervallate da tre puntini: A.·.G.·.D.·.G.·.A.·.D.·.U.·.. Tuttavia alcune comunioni massoniche hanno tolto l'obbligo di tale iscrizione, lasciando la facoltà alle singole logge di adottarla o meno; un esempio è il Grande Oriente di Francia, che formalizzò tale storica decisione al termine di un convegno tenutosi nel 1877.

### La gerarchia
Ci sono tre gradi nella massoneria:
1. Apprendista muratore: colui che sta imparando il lavoro;[47]
2. Compagno d'arte: colui che lo pratica abitualmente;[47]
3. Maestro massone: colui che è in grado di insegnarlo.[47]

L'individuo lavora attraverso ciascun grado partecipando a un rituale, essenzialmente una morality play medievale, in cui ciascuno impersona un ruolo, assieme ai membri della loggia cui si aggrega. L'ambientazione è biblica – la costruzione del tempio di Salomone a Gerusalemme – sebbene le storie stesse non siano direttamente tratte dalla Bibbia, e non siano pensate come necessariamente ebraiche o cristiane. Niente di soprannaturale avviene in queste storie. Il Tempio può essere scelto a rappresentare sia il "tempio" interiore del singolo essere umano, sia della comunità umana, o dell'intero universo.
Nel periodo in cui un Massone lavora nel susseguirsi dei gradi che riceve con le progressive iniziazioni, studia le lezioni e gli insegnamenti massonici ed è libero di dare la sua propria interpretazione. Esistono tanti modi per interpretare i rituali quanti sono i massoni, e nessun massone può comandare a un altro massone come debba interpretare alcunché. Nessuna verità particolare è condivisa, ma una struttura comune, parlando simbolicamente ad archetipi umani universali, fornisce a ciascun massone un mezzo per giungere alle proprie risposte alle domande importanti della vita. Ai massoni che lavorano attraverso i gradi è spesso richiesto di preparare documenti su argomenti filosofici correlati, e di tenere conferenze.

### IlLandmark
Il concetto di landmark (letteralmente «caposaldo», ma non soltanto), strettamente connesso con quello di regolarità, fu introdotto nel lessico muratorio dalle costituzioni di Anderson del 1723, che prescrivevano il rispetto degli antichi landmark dell'Ordine, ma senza indicarli in alcun modo. Un'altra versione fondamentale è quella dell'americano Albert Mackey, redatta nel 1858. I landmark sarebbero gli antichi e immutabili precetti della massoneria, i termini di riferimento in base ai quali è valutata la regolarità di logge e Gran Logge. In realtà non esiste un'identità di vedute sulla loro enunciazione e identificazione: molto dopo Anderson ne sono apparse varie liste, anche molto diverse fra loro, proposte da vari autori. Poiché ciascuna gran loggia è autogovernata, e non esiste un'autorità massonica «centrale», questi principi in teoria inviolabili hanno differenti interpretazioni e ciò porta a controversie ed incongruenze nei riconoscimenti.
Alcuni esempi di landmark includono:
- il credere in un essere supremo. Alcune obbedienze massoniche accolgono anche gli atei nel loro consesso: ad esempio ciò avviene in alcuni casi nella massoneria francese. Ciò implica che tali obbedienze siano considerate «irregolari» dalle obbedienze che, invece, osservano questo landmark.
- Il divieto di iniziazione per le donne. Anche su questo elemento esistono differenze tra le varie obbedienze, per esempio nella massoneria cosiddetta "francese", vedi Le Droit Humain (in Italia e nel mondo) o in Italia in senso tipico, nelle obbedienze della Gran Loggia d'Italia degli Alam, nel Supremo Consiglio d'Italia e San Marino, o altre minori.
- I metodi di riconoscimento devono essere mantenuti inviolati. Questi consistono in gesti nascosti compiuti in genere con le mani, chiamati "segni", modi caratteristici di stringere la mano (chiamati "toccamenti"), emblemi e speciali termini di identificazione, più spesso basati su parole della lingua ebraica tratte dall'Antico Testamento; varianti originate nel tempo nei segni di riconoscimento spesso identificano il massone come proveniente da una specifica giurisdizione.
- La leggenda del terzo grado, contemplante la costruzione del tempio di Salomone, è parte integrante della massoneria.
- Il governo delle logge in una determinata località geografica spetta a una «Gran Loggia» e in particolare al gran maestro. Questi governa in maniera autocratica, benché eletto democraticamente; egli ha la facoltà di presenziare a qualunque adunanza nella propria giurisdizione in qualunque momento e può condurre la loggia a propria discrezione.
- Ciascuna loggia è governata da un maestro, detto venerabile, il quale è assistito da due altri ufficiali, detti "Primo" e "Secondo Sorvegliante".
- Ciascuna loggia, quando è operativa, deve essere «coperta», ovvero con la porta custodita cosicché non entrino o presenzino alle riunioni persone che non siano massoni. Un "Copritore" o "Guardia Esterna" è posto fuori della porta della loggia «armato con spada tratta al fine di tenere lontano tutti gli intrusi e profani dalla massoneria», e può aprire e chiudere, a seconda del bisogno, per accogliere ritardatari e candidati.

### Linguaggio
I massoni utilizzano il termine «profano» per indicare colui che non appartiene alla fratellanza massonica. Questa parola significa colui che è sulla soglia del tempio. È quindi un "profano" qualsiasi uomo (o donna per le logge non regolari che le ammettono) non massone, che non ha quindi ricevuto «la Luce» mediante l'iniziazione rituale.
Un'espressione spesso usata nelle logge massoniche è «essere quadrato», che significa essere un massone che ha raggiunto un particolare livello di consapevolezza nell'arte libero-muratoria. Il profano che si presenta in loggia per essere iniziato si trova infatti nella condizione di "pietra grezza": con il lavoro massonico di affinamento delle proprie qualità morali e intellettuali tende a raggiungere, quadrandosi appunto, lo stato di "pietra cubica", divenendo così persona affidabile, di riferimento e sostegno per gli altri fratelli. Questa espressione è peraltro passata nell'uso comune. Ogni pietra cubica costituisce un mattone che edifica il Tempio morale e ideale della libera muratoria; il contributo individuale di ciascun fratello è necessario per il conseguimento di un obiettivo superiore e trascendente.
Altra frase in uso tra fratelli liberi muratori è «incontrarsi sulla livella», espressione che fa riferimento alla più complessa simbologia inerente allo strumento utilizzato comunemente nell'arte muratoria e che sta a significare che in loggia ci si ritrova senza tener conto delle differenze sociali, economiche, religiose o culturali.

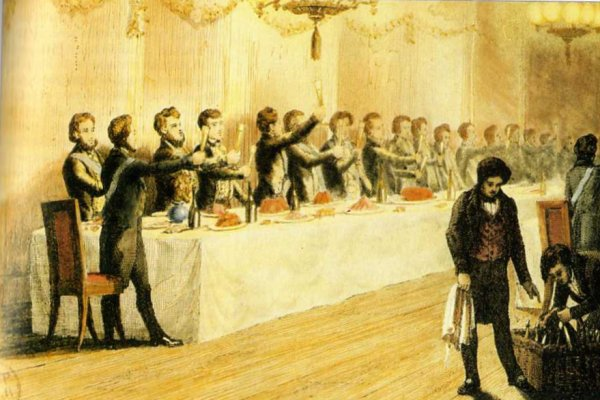
Banchetto massonico in Francia, circa 1840

Ulteriore espressione caratteristica dei massoni è quella adoperata per il brindisi proprio delle Agapi rituali (tornate di loggia particolari dove si dà luogo alla cosiddetta "masticazione", ovvero a un banchetto le cui portate hanno un significato simbolico e devono essere consumate secondo precise regole) che origina dalla tradizione delle logge militari anglosassoni e che richiama le operazioni di carica di un cannone. La formula si conclude con il grido unanime dei fratelli di: «fuoco!».
Nel gergo della massoneria si dice che un fratello è «in sonno» o «dormiente» quando questi non partecipa volontariamente per un protratto periodo di tempo alle tornate rituali. Per motivi di opportunità o per particolari esigenze della vita sociale "profana", un massone può infatti decidere spontaneamente di autosospendersi dai lavori rituali e dalla vita dell'ordine. Le assenze dai lavori di loggia devono essere normalmente giustificate.
Il linguaggio muratorio è un linguaggio essenzialmente simbolico e riprende quello dei muratori. I massoni latini, soprattutto in passato, utilizzavano spesso abbreviazioni e al posto del punto singolo usavano e usano tre puntini a triangolo. Le seguenti considerazioni e abbreviazioni sono prese da Guida alla Massoneria:
Abbreviazioni e acronimi
Spesso i Liberi Muratori sono detti "Fratelli tre puntini" e vengono così chiamati sia in senso scherzoso sia denigratorio da parte dei detrattori della Massoneria. Ma si può affermare per certo che la definizione non è sbagliata e che, nel suo senso letterale, è neutra e corretta in quanto molti degli scritti e manoscritti dei massoni latini sono affollati di tre puntini in forma di triangolo o disposti orizzontalmente. A questo proposito Clavel scrive: «Il segno abbreviativo dei massoni si compone di tre punti disposti in triangolo (.·.), i quali si pongono dopo l'iniziale della parola che vuolsi abbreviare. Ciò ha luogo in Francia e nei paesi ove si parla francese, come nel Belgio, nella Svizzera francese, nella repubblica d'Haiti, nella Luigiana, ecc., ove questo genere di abbreviazione è in uso. Gl'inglesi, scozzesi, irlandesi, alemanni e americani abbreviano con un sol punto; ma ciò accade raramente, poiché generalmente scrivono l'intera parola. A pagina 84 troviamo questa interessante nota: "Il Grande Oriente d'Italia invece di porre l'anno pone il secolo con tre zeri avanti. Esempio: 1º giorno del 1º mese, anno di V.·.L.·. 000,866". [...] Le tavole di convocazione portano in capo la formula sacramentale: "A.·.G.·.D.·.G.·.A.·.D.·.U.·., In nome e sotto gli auspici, ecc., All'O\ di … ecc. S.·.S.·.S.·. (tre volte salute)"; e si terminano così: "H.·.P.·.D.·.S.·.C.·.I.·.N.·.M.·.C.·.V.·.S.·.C.·.E.·.C.·.T.·.G.·.O.·.C.·.V.·.S.·.D.·. (ho il piacere di salutarvi con i numeri misteriosi che vi sono conosciuti e con tutti gli onori che vi sono dovuti)". Qualche volta si aggiunge: "N.·.D.·.I.·.V.·.O.·.M.·." (non dimenticate i vostri ornamenti massonici).»
[...]
Discorso a parte meritano gli acronimi. Questi si creano usando le lettere o le sillabe di più parole. Una caratteristica specifica degli acronimi è la leggibilità come un'unica parola. L'esempio più celebre è il V.I.T.R.I.O.L. dell'ermetismo in generale e del Gabinetto di Riflessione massonico in particolare. Ma anche G.A.D.U. è un acronimo e non un'abbreviazione e sta per Grande Architetto dell'Universo.
Può essere utile riportare alcune abbreviazioni. Si riportano delle abbreviazioni sia in uso sia antiche.
Elenco Abbreviazioni
A.·.G.·.D.·.G.·.A.·.D.·.U.·.= Alla Gloria del Grande Architetto dell'Universo
A.·.L.·.= Anno Lucis
A.·.V.·.L.·. = Anno di vera luce.
A.·.G.·.D.·.P.·.U.·.E.·.D.·.P.·.I.·. = Alla Gloria della Patria Universale e del Progresso Infinito (proposta dalla Assemblea Costituente, in Firenze, 31 maggio 1896)
Ant.·. ed Acc.·.= Antichi e Accettati
App.·. = Apprendista
Compas.·. = Compasso
Copr.·. Int.·. = Copritore Interno
Diac.·. = Diacono
E.·.V.·. = Era Volgare
Elem.·. = Elemosiniere
F.·., FF.·. = Fratello /fratelli
F.·.M.·. = Franca Massoneria
G.·. = Geometria o God in inglese
G.·.A.·.D.·.U.·. = Grande Architetto dell'Universo
G.·.M.·. = Gran Maestro
G.·.O.·. = Grande Oriente
Ill. F.·. = Illustre Fratello
L.·. = Loggia
L.·.M.·. = Libero Muratore
L.·., LL.·. = Loggia, Logge
M.·. delle Cer.·. = Maestro delle Cerimonie
M.·., MM.·. = Maestro, Maestri
Mass.·. = Massoneria e/o Massonico
N.·.S.·. = Nostro Saluto
Naz.·. = Nazione o Nazionale
Obb.·. = Obbedienza
Occ.·. = Occidente
Off.·. = Officina
R.·.L.·. = Rispettabile Loggia
S.·.F.·.U.·. = Salute, Forza, Unione (Formula di chiusura nelle corrispondenze ufficiali o personali. Non è quasi del tutto scomparsa)
Sup.·. Cons.·. = Supremo Consiglio
Tr.·. = Tronco (della vedova)
T.·.F.·.A.·. = Triplice Fraterno Abbraccio
Trip.·. Batt.·. = Triplice Batteria
Ven.·. = Venerabile
Come si può vedere da questo breve elenco, le abbreviazioni sono moltissime e la stessa parola può essere resa in modi diversi.

### La simbologia

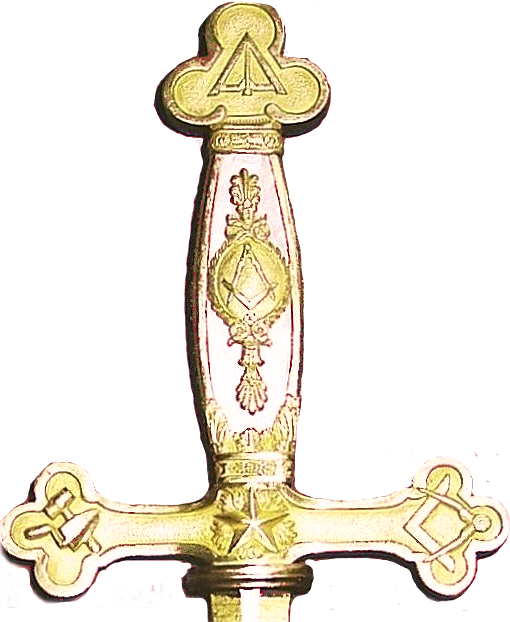
Impugnatura di spada massonica, 1820 circa (Musée du Grand Orient de France, Parigi)

I massoni si rifanno prevalentemente al simbolismo architettonico dei muratori operativi medievali che lavoravano effettivamente la pietra. Uno dei loro simboli principali è squadra e compasso, strumenti della categoria, disposti a formare un quadrilatero. La squadra è talora detta rappresentare la materia e il compasso lo spirito o la mente. Ancora, la squadra può esser detta rappresentare il mondo del concreto, o la misura della realtà oggettiva, mentre il compasso rappresenta l'astrazione, o giudizio soggettivo, e così via (essendo la massoneria non dogmatica, non v'è interpretazione data come legge per alcuno di questi simboli). Il compasso può essere sottoposto, sovrapposto o intrecciato alla squadra, a significare l'interdipendenza fra i due. Nello spazio fra i due, è talora posto un simbolo di significato metafisico. Talvolta, questo è una stella risplendente o un altro simbolo di Luce, a rappresentare la verità o la conoscenza. In alternativa, c'è spesso la lettera «G».
Altro simbolo utilizzato è l'acacia, alla quale è legato molto del simbolismo del terzo grado, quello di Maestro, e i massoni sono soliti dire che sotto l'Acacia dimora la Scienza. L'Acacia caratterizza i massoni insigniti del Magistero.

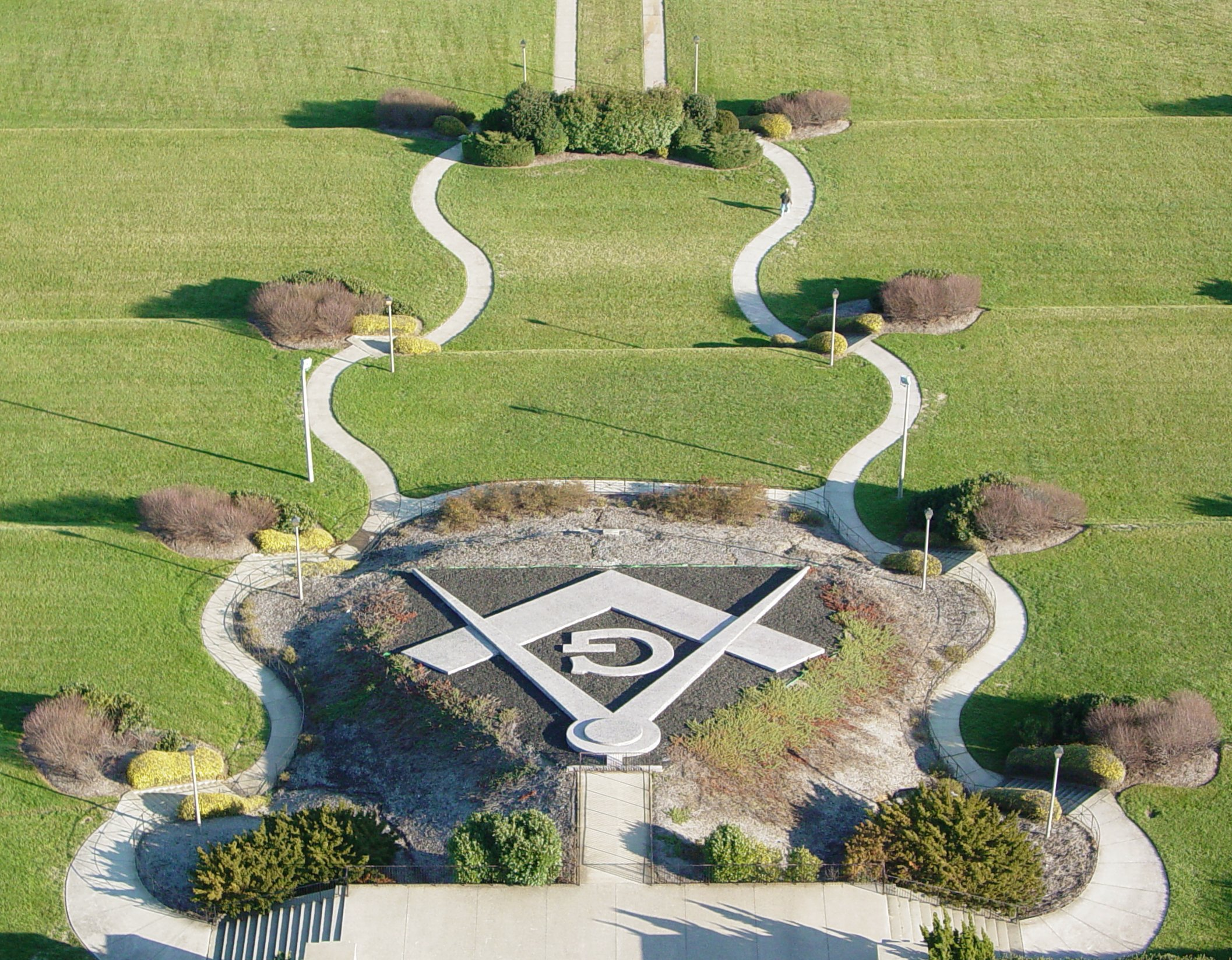
Il simbolo della squadra e del compasso nei giardini del George Washington Masonic National Memorial

La squadra e il compasso sono mostrati a tutte le riunioni massoniche, assieme al Libro della Legge Sacra, aperto. Negli ordini appartenenti al ramo «inglese», questo è usualmente la Bibbia, ma può essere qualunque libro o scrittura ispirati, a cui i membri di una particolare loggia o giurisdizione sentono di riferirsi, la Bibbia, il Corano o altre opere. In molte logge di tipo francese sono usate le costituzioni massoniche. In alcuni casi, è stato usato un libro bianco, nel caso in cui la composizione religiosa di una loggia fosse troppo varia da consentire una scelta facile. In aggiunta al suo ruolo di simbolo di sapienza scritta, ispirazione, e talora come volontà rivelata della Divinità, il Libro Sacro è ciò da cui gli obblighi massonici traggono ispirazione.
Molto del simbolismo massonico è di natura matematica e specialmente geometrico, il che è probabilmente una ragione per cui la massoneria ha attratto così tanti razionalisti quali Voltaire, Fichte (che tenne un corso di Lezioni sulla massoneria, da lui pubblicato come trattato), Goethe, George Washington, Benjamin Franklin, Mark Twain e altri. Nessuna specifica teoria metafisica è sostenuta dalla massoneria, tuttavia sembrano esserci influssi provenienti dai pitagorici, dal neoplatonismo e dal primo razionalismo moderno.
Nell'ambito dei temi architettonico e geometrico della massoneria, l'Essere Supremo (o Dio, o Principio Creativo) è a volte indicato nel rituale massonico come il "Gran Geometra" o il "Grande Architetto dell'Universo". I massoni utilizzano una varietà di etichette per questo concetto al fine di evitare l'impressione di riferirsi al dio o al concetto di divinità specifici di qualche religione. Tra gli elementi caratteristici, indicativi dell'esoterismo massonico, vi sono i segni di riconoscimento e la Mason Word, o parola di riconoscimento del libero muratore, dalla quale derivano le odierne parole «sacre» e «di passo».
Mozart fu un massone, iniziato a Vienna il 14 dicembre 1784 alla Loggia Zur Wohltätigkeit, e nella sua opera Il Flauto Magico (Die Zauberflöte) fa ampio uso di simbolismo massonico. Più espressamente compose una serie di undici brani (freimaurermusik) dedicati ai simbolismi e ai rituali massonici a essi collegati, uno dei quali, con il testo modificato, è diventato l'inno nazionale austriaco.
Lo scrittore britannico Rudyard Kipling, massone, fece largo uso di simboli e miti massonici nel suo romanzo L'uomo che volle essere Re, da cui è stato tratto il film L'uomo che volle farsi re: due avventurieri sono presi a rappresentare Alessandro Magno per via dei loro emblemi massonici.

### I riti principali
Le organizzazioni più diffuse a livello mondiale sono quelle appartenenti alla massoneria azzurra; ognuna di esse prevede tuttavia diversi riti e cerimoniali. Per esser ammessi in una loggia è necessario sottoporsi a un rito d'iniziazione, e ogni organizzazione ne utilizza uno o più; in seguito ci sono i cosiddetti "Riti di Perfezionamento" tra cui, i più famosi sono: il Rito Scozzese Antico ed Accettato, il Rito di York, il Rito di Misraim e Memphis. Questi organismi consentono ai maestri massoni un ulteriore sviluppo iniziatico, in genere attraverso gradi successivi al terzo, secondo percorsi differenti. La parola «Rito» deriva dal fatto che questi organismi, in genere, storicamente prevedevano rituali diversi anche per i primi tre gradi, che da essi dipendevano; per questo motivo, per evitare malintesi, in massoneria la parola «rito», benché sinonimo di «rituale», viene raramente impiegata in questa accezione.
Ci sono logge che svolgono i loro lavori nei gradi di apprendista, compagno e maestro. I rituali seguiti in tali logge simboliche sono in genere unificati, indipendentemente dal Rito dal quale hanno eventualmente avuto origine in antico, come ad esempio il Rituale Emulation, di derivazione anglosassone, collegato con gli ulteriori sviluppi dell'Arco Reale e del Marchio. Proprio il Rituale Emulation approvato dalla Loggia Madre d'Inghilterra, la U.G.L.E., è adottato in Italia, sin dal 1974, da alcune Logge del Grande Oriente d'Italia (G.O.I.) e, dal 1993, dalla Gran Loggia Regolare d'Italia (G.L.R.I.).
Esistono invece comunioni che ammettono un solo Rito: è il caso ad esempio della gran loggia Regolare d'Italia (G.L.R.I.), nella quale si pratica unicamente il Rituale Emulation e della Gran Loggia d'Italia, nella quale si pratica solo il Rito Scozzese Antico ed Accettato. Nel caso della Gran Loggia d'Italia o del Supremo Consiglio d'Italia e San Marino (ma non necessariamente in casi analoghi) il Gran Maestro, cioè la massima autorità della Gran Loggia, ha contemporaneamente la carica di Sovrano Gran Commendatore, ovvero è anche la massima autorità del Rito Scozzese.
Oltre ai "Riti" esistono altri organismi strettamente legati alla massoneria, in quanto ammettono solo massoni o parenti degli stessi. Tra questi, l'Antico Ordine Arabo dei Nobili del Mistico Velo (Shriners), l'Ordine mistico dei profeti velati del regno incantato (Grotta), gli Alti Cedri del Libano e altri, che tendono a diffondere l'insegnamento della massoneria, per il miglioramento dei propri membri e dell'intera società, oppure perseguono uno scopo filantropico, come alcune logge dell'America settentrionale.
Le varie giurisdizioni hanno un modo diverso di rapportarsi con tali entità. Alcune le riconoscono formalmente, altre non le considerano propriamente massoniche. Non tutti gli organismi sono ritenuti come affiliati alla massoneria, ma vengono giudicati come associazioni che pongono agli aderenti il requisito di appartenenza alla massoneria; alcune di esse possono richiedere ulteriori requisiti religiosi rispetto alla vera e propria massoneria (o «l'arte della massoneria»), in quanto l'insegnamento massonico viene visto in una prospettiva particolare.
Esistono anche altre organizzazioni giovanili (prevalentemente in Nord America ma con ramificazioni in Europa e anche in Italia) associate alla massoneria stessa, ma non sono necessariamente massoniche in quanto a contenuti e ritualità; ne fanno parte l'Ordine di DeMolay (per ragazzi tra i 12 e i 21 anni, aperto a tutti), le Figlie del Lavoro (per ragazze tra i 10 e i 20 anni figlie di massoni) e l'Ordine internazionale dell'arcobaleno per ragazze (per ragazze tra gli 11 e i 20 anni e che ha il patrocinio massonico, anch'esso rivolto alle figlie di massoni).

## Struttura organizzativa

### Le logge

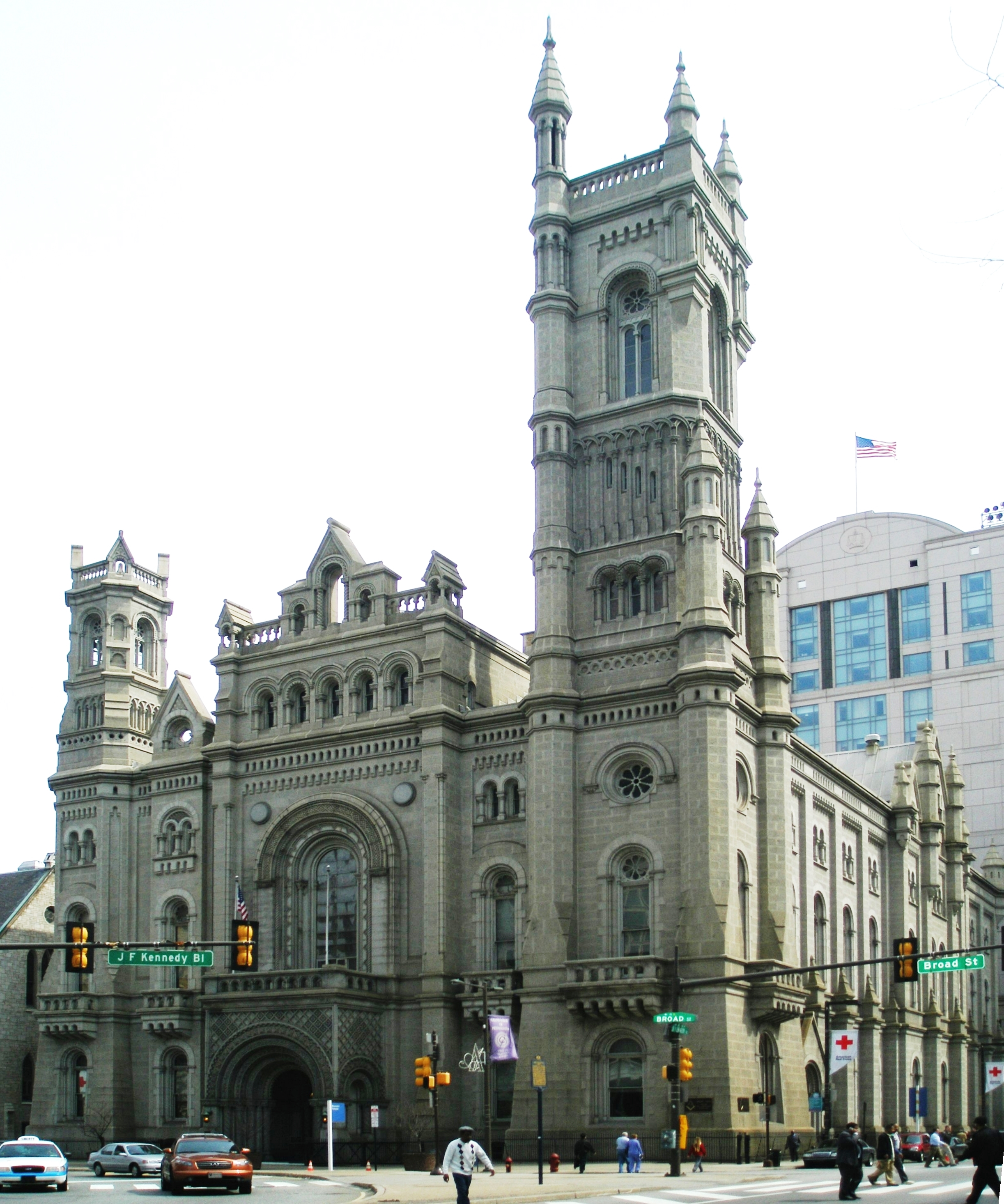
Gran Loggia della Pennsylvania, Filadelfia. Una visita guidata permette di visitare molte sale, tutte riccamente decorate

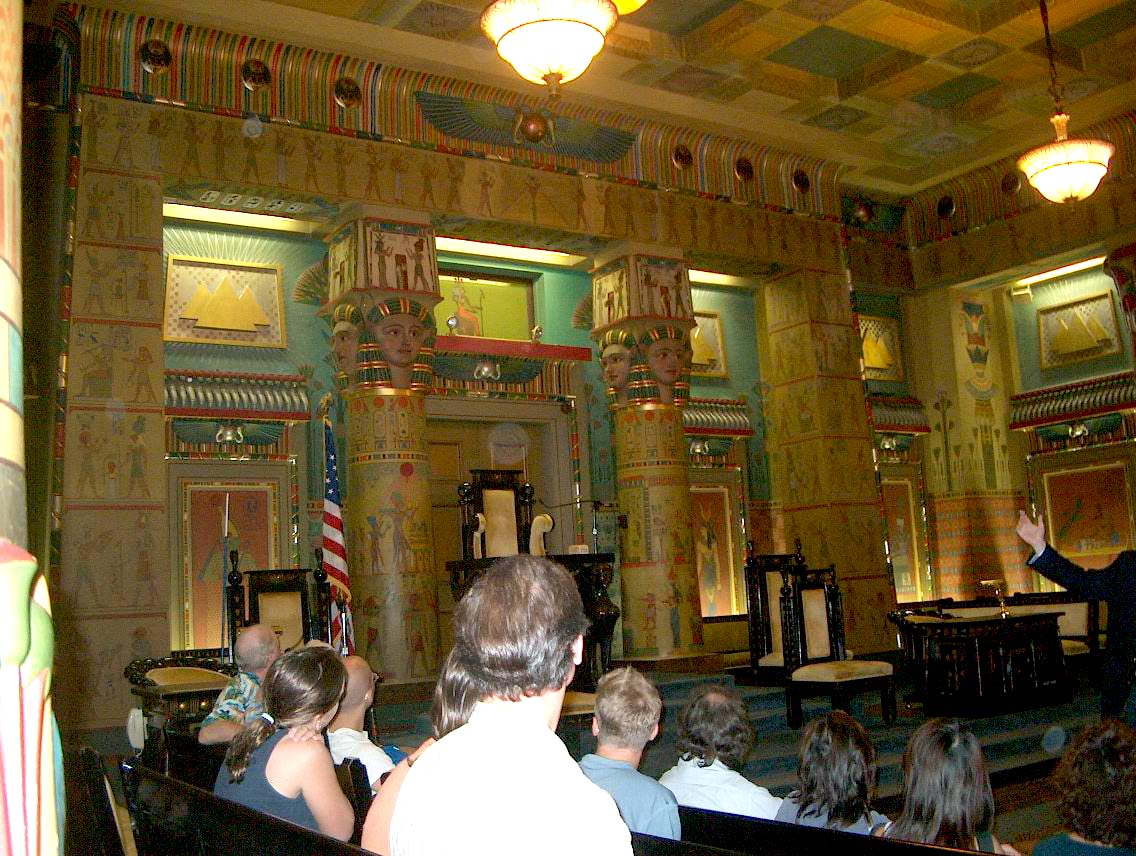
Un interno della Gran Loggia della Pennsylvania

Una loggia è il luogo d'incontro degli appartenenti alla massoneria; il termine avrebbe origine medievale e indicava il posto ove facevano base gli operai, ovvero una costruzione ubicata nei pressi del cantiere che permetteva alle maestranze impegnate nei lavori di avere una sede per riposare, riporre i propri oggetti, fare riunioni e decidere cosa fare. A capo di una loggia vi è una persona detta Maestro venerabile.
Secondo la tradizione massonica, le logge operative (le logge medievali degli attuali scalpellini) costruirono un edificio accanto al luogo di lavoro, ove i massoni potevano incontrarsi per ricevere istruzioni e socializzare. Normalmente, l'incontro avveniva nel lato sud dell'edificio (in questo punto le mura sono riscaldate dal sole durante il giorno), e per questo motivo la riunione tra i soci della loggia è ancora oggi chiamato «il Sud». Le prime logge speculative (i cui affiliati non erano scalpellini o tagliapietre) si riunivano in taverne o in luoghi pubblici adatti, mentre un guardiano (Tyler, custode della loggia massonica, oggi in italiano "Copritore esterno") vegliava fuori dalla porta del Tempio (officina) per impedire l'ingresso ai curiosi o ai malintenzionati.
Il luogo dove la loggia si riunisce abitualmente in modo rituale, è detto «Tempio», mentre «Centro» o «Casa Massonica» è l'edificio dove uno o più Templi si trovano e che comprende anche altri ambienti. All'interno di molte giurisdizioni massoniche esistono alcune logge tipicamente specialistiche, come quelle che assolvono compiti di Ricerca e Istruzione (R&I), costituite secondo criteri particolari. Tali tipi di logge collaborano con organizzazioni mondiali alla ricerca massonica, alla scoperta e all'interpretazione di documenti storici e alla comprensione dei simboli massonici non ancora segnalati, e al mantenimento e sviluppo degli stessi rituali massonici. Aderiscono a queste logge gli adepti interessati provenienti da logge comunemente costituite, ma possono anche essere gruppi aventi gli stessi interessi e formazione culturale, come le logge dei «vecchi ragazzi» (old boys) provenienti da scuole, università, reparti militari o imprese. Inoltre, molte giurisdizioni massoniche nominano conferenzieri incaricati di effettuare ricerche, sviluppare e organizzare conferenze nelle logge allo scopo di istruire i membri e buona parte delle grandi logge e molti centri massonici regionali e templi hanno una biblioteca, che è usata per ricerche.
Una raccolta notevole è la collezione presso la biblioteca dell'Università di Poznan in Polonia; oltre 80.000 libri sono custoditi fra la biblioteca principale e il Chateau de Ciazen, a circa 80 km di distanza. A quanto risulta, furono raccolti durante la seconda guerra mondiale quando le SS di Heinrich Himmler confiscarono i libri delle biblioteche massoniche in Germania e nelle altre nazioni occupate, per immagazzinarli in questo archivio in Polonia.
Il 5 marzo 2001, l'Università di Sheffield in Inghilterra stabilì il Centre for Research into Freemasonry quale parte dell'Humanities Research Institute, che «intraprende e promuove una ricerca scientifica oggettiva dell'impatto storico, sociale e culturale della massoneria, principalmente in Gran Bretagna». Il centro è guidato dallo storico Andrew Prescott, proveniente dalla British Library e assegnato per tre anni all'Università di Sheffield per stabilirvi il nuovo centro.

### Le "giurisdizioni"
Per "giurisdizione" nella massoneria s'intendono diversi rami della stessa; ciascuna delle quali sovrana e indipendente dalle altre e di solito definita su base nazionale. Non esiste dunque un'autorità centrale massonica, sebbene ciascuna giurisdizione abbia un elenco delle altre giurisdizioni formalmente riconosciute. Se il riconoscimento formale è reciproco, le due giurisdizioni sono dette "in amicizia", e questo permette ai rispettivi membri di accedere alle Tornate delle rispettive Logge. In linea di massima, per essere riconosciuti da una giurisdizione è necessario per lo meno osservare i criteri riguardo alla regolarità, vale a dire condividere gli antichi simboli di riferimento della massoneria, le caratteristiche essenziali che accomunano i massoni, indipendentemente dalla cultura di appartenenza. Tuttavia, data la natura decentralizzata e non dogmatica della massoneria, non esiste una lista di simboli universalmente accettata e persino giurisdizioni tra loro in amicizia possono avere idee completamente differenti riguardo alla natura dei simboli. Molte giurisdizioni non hanno alcuna posizione ufficiale sulla questione.
Anche se spesso si definisce grossolanamente la massoneria come suddivisa in due rami, uno "inglese" e uno "francese", non è possibile fare una distinzione netta tra le varie giurisdizioni. Per esempio, può accadere che la giurisdizione A riconosca la B, che a sua volta riconosce la C, mentre quest'ultima potrebbe non riconoscere la A. Inoltre, il territorio geografico di una giurisdizione può sovrapporsi a quello di un'altra, comportando conseguenze nelle loro reciproche relazioni per semplici questioni territoriali. Altre volte una giurisdizione può sorvolare sulle irregolarità di un'altra soltanto per il desiderio di mantenere buoni rapporti. Ancora, una giurisdizione può essere formalmente legata a una tradizione, e contemporaneamente mantenere rapporti informali con un'altra. Per questi motivi etichette come massoneria "inglese" o "francese" possono essere interpretate solo come indicazione generica e non come chiari segni di distinzione.
La massima autorità a capo di una giurisdizione massonica è di solito chiamata Gran Loggia o, a volte, "Grande Oriente", e corrisponde normalmente a una singola nazione, sebbene il territorio possa essere più ampio o più ristretto (in Nord America ogni Stato o provincia ha una propria gran loggia).
La più antica giurisdizione nel ramo inglese della massoneria moderna è la Gran Loggia d'Inghilterra (Grand Lodge of England, GLE), fondata nel 1717 e denominata poi Gran Loggia Unita d'Inghilterra (United Grand Lodge of England, UGLE), dopo la fusione con un'altra Gran Loggia inglese (Ancients) nel 1813. Attualmente è la più vasta giurisdizione in Inghilterra e il quartier generale si trova alla Freemasons Hall, a Londra in Great Queen Street. La giurisdizione più antica del ramo «francese» è il Grand Orient de France, fondato nel 1728. Un tempo questi due rami si riconoscevano reciprocamente, ma molte giurisdizioni interruppero i rapporti ufficiali con la loggia francese, dopo che questa, nel 1877 incominciò ad ammettere gli atei incondizionatamente. In molti paesi neolatini e in Belgio predomina una massoneria di stile francese, mentre tutti gli altri tendono a seguire la guida inglese.
Molte giurisdizioni permettono agli adepti di visitare le logge nelle giurisdizioni riconosciute senza condizioni, lasciando che sia la loggia straniera a confermare l'amicizia tra le due Logge. La UGLE invita i suoi membri a verificare presso di loro se le giurisdizioni sono in amicizia, prima di fare una visita in altre logge; negli Stati Uniti, ad esempio, è sconsigliabile.

## Adesione

### Requisiti per l'appartenenza
Alla base della massoneria è posto il principio della massima tolleranza, sia nella loggia sia nella vita profana. Il modo in cui è disciplinata nei particolari l'accettazione dei candidati dipende dal particolare ramo o giurisdizione della massoneria.
Sono accetti membri da tutte le religioni, anche i deisti vengono tradizionalmente accettati. Nelle logge derivate dal Grande Oriente di Francia e in certi altri gruppi di logge, vengono accettati eccezionalmente anche gli atei e gli agnostici, senza una particolare abilitazione. La maggior parte degli altri rami, nel rispetto dei landmark, richiede in genere la credenza in una qualsiasi forma di Essere Supremo, anche se si ha un elevato grado di non-dogmatismo, cosicché il termine "Essere Supremo" è spesso utilizzato con accezione molto aperta, che comprende il Deismo e spesso sconfina anche nella visione naturalistica della "Dea/Natura" nella tradizione di Spinoza e Goethe (egli stesso era un massone), e nella visione del Basilare o il tutt'uno cosmico, come si riscontra in alcune religioni orientali o nell'idealismo occidentale (o nella moderna cosmologia). In qualche altra giurisdizione (principalmente quelle anglofone), la massoneria non è così tollerante del naturalismo come lo è stata nel XVIII secolo, e dall'inizio del XIX secolo sono stati aggiunti, principalmente nel Nord America, specifici requisiti religiosi con più toni teistici e ortodossi, come la credenza nell'immortalità dell'anima. La massoneria predominante in Scandinavia accetta soltanto cristiani.
In generale, per diventare un massone, occorrono i seguenti requisiti:
1. essere un uomo, per potersi affiliare alla maggior parte delle obbedienze massoniche, o una donna, per affiliarsi a una giurisdizione paramassonica, a un'obbedienza mista, o a una solo femminile.
2. credere in un Essere supremo o in un "Principio ordinativo", a meno di non affiliarsi a un'obbedienza con specifici requisiti religiosi;
3. nella maggior parte delle logge per accedervi bisogna aver compiuto 21 anni, solo i figli di massoni possono accedervi dal 18º anno di età in poi (questo può cambiare a seconda dalla giurisdizione od obbedienza);
4. essere sano di mente e di sana costituzione e di buona moralità;
5. essere "un uomo libero e di buoni costumi".

In alcune obbedienze l'inclusione delle donne è motivo di controversia. La "libertà di nascita" non appare nelle logge moderne e non esiste nessuna indicazione che deve essere rispettata. La "sana costituzione" è attualmente concepita come l'essere in grado di prendere parte ai rituali della loggia e oggigiorno la maggior parte delle logge sono abbastanza flessibili nell'accettare candidati disabili.

### Iniziazione

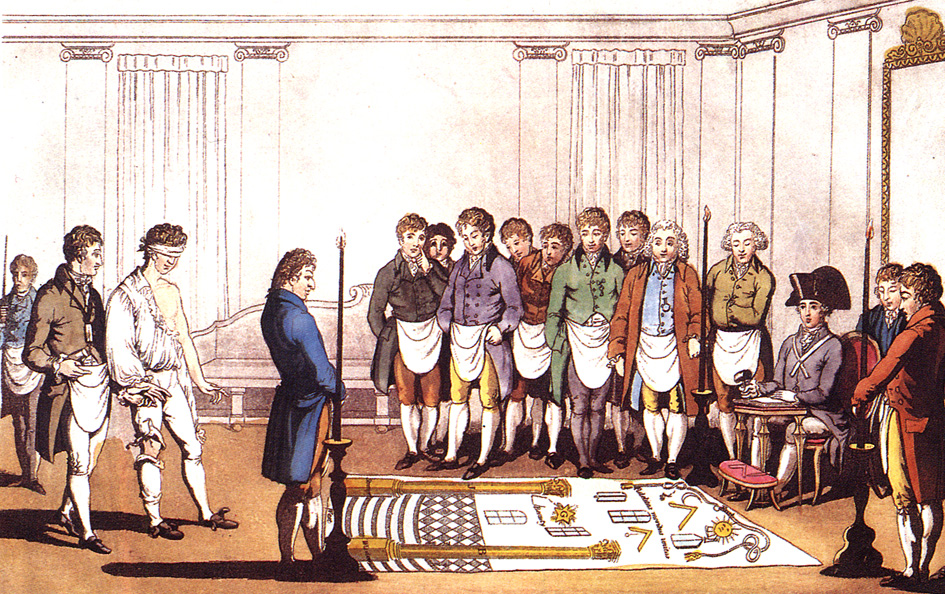
Iniziazione massonica (XVIII secolo)

Lo scopo dichiarato dell'iniziazione muratoria è l'abbandono della vita profana attraverso una morte figurata e la rinascita in una nuova vita iniziatica. Essa consiste nell'ammissione del candidato in un luogo chiamato Tempio (per evidenziarne il carattere sacro, con un riferimento al Tempio di Salomone edificato da Hiram Abif) costruito "alla Gloria del Grande Architetto dell'Universo". In questo luogo si fanno compiere al profano le prove rituali necessarie a verificare la determinazione di quest'ultimo.
Tra i peculiari caratteri dell'iniziazione muratoria c'è la sua dimensione Universale: l'iniziazione è conferita al candidato da una collettività di iniziati in una Loggia specifica, ma in realtà l'iniziazione conferisce l'appartenenza alla massoneria Universale e dà inizio a un percorso conoscitivo di natura esoterica che prevede periodici momenti di confronto e di lavoro comune nella loggia.

## Aspetti dibattuti

### Il ruolo delle donne
La prima donna a essere ammessa nella massoneria sarebbe stata Elizabeth Aldworth (nata St. Leger), la quale avrebbe assistito alle funzioni di un incontro di una loggia che si teneva a casa di suo padre, primo Visconte Doneraile, un abitante della Contea di Cork, Irlanda. Nella prima parte del XVIII secolo era uso comune che le logge si riunissero regolarmente in case private; questa loggia era debitamente autorizzata come numero 150 nel registro della Grande Loggia d'Irlanda. Elizabeth avrebbe rimosso un mattone e avrebbe visto la cerimonia dalla stanza adiacente; dopo essere stata scoperta, la situazione di Elizabeth fu discussa dalla loggia e fu deciso d'iniziarla alla massoneria. Altre fonti narrano come lei fosse una delle firmatarie dell'Irish Book of Constitutions del 1744 e di come spesso frequentasse, con la sua regalia massonica, intrattenimenti patrocinati dalla massoneria a beneficio dei poveri e degli indigenti; è inoltre riportato che quando morì le fu accordato l'onore di una sepoltura massonica.

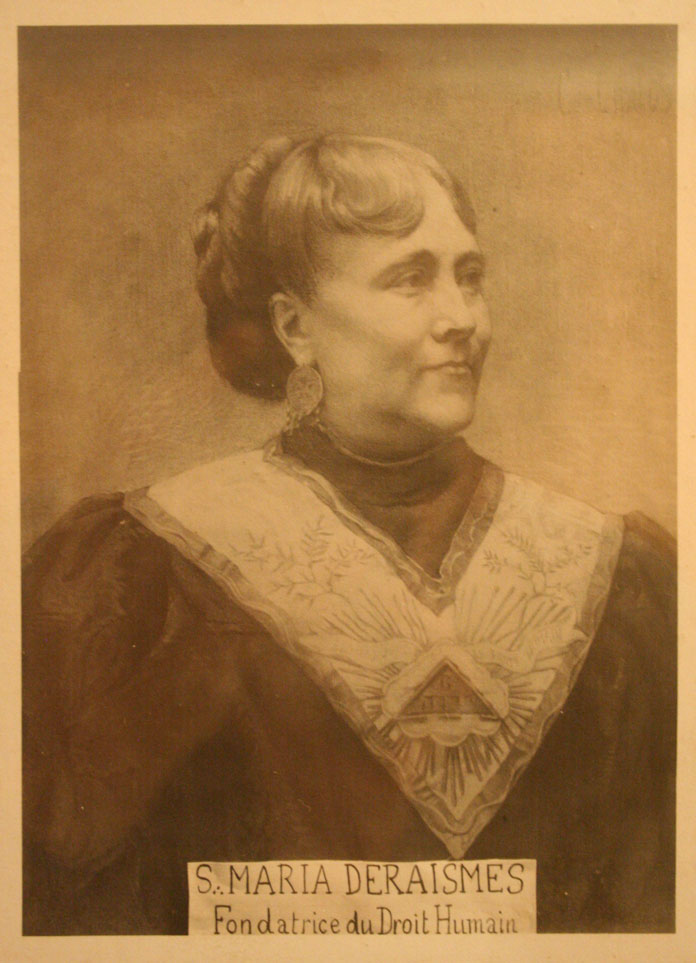
Maria Deraismes, cofondatrice dell'Ordine Massonico Misto e Internazionale Le Droit Humain

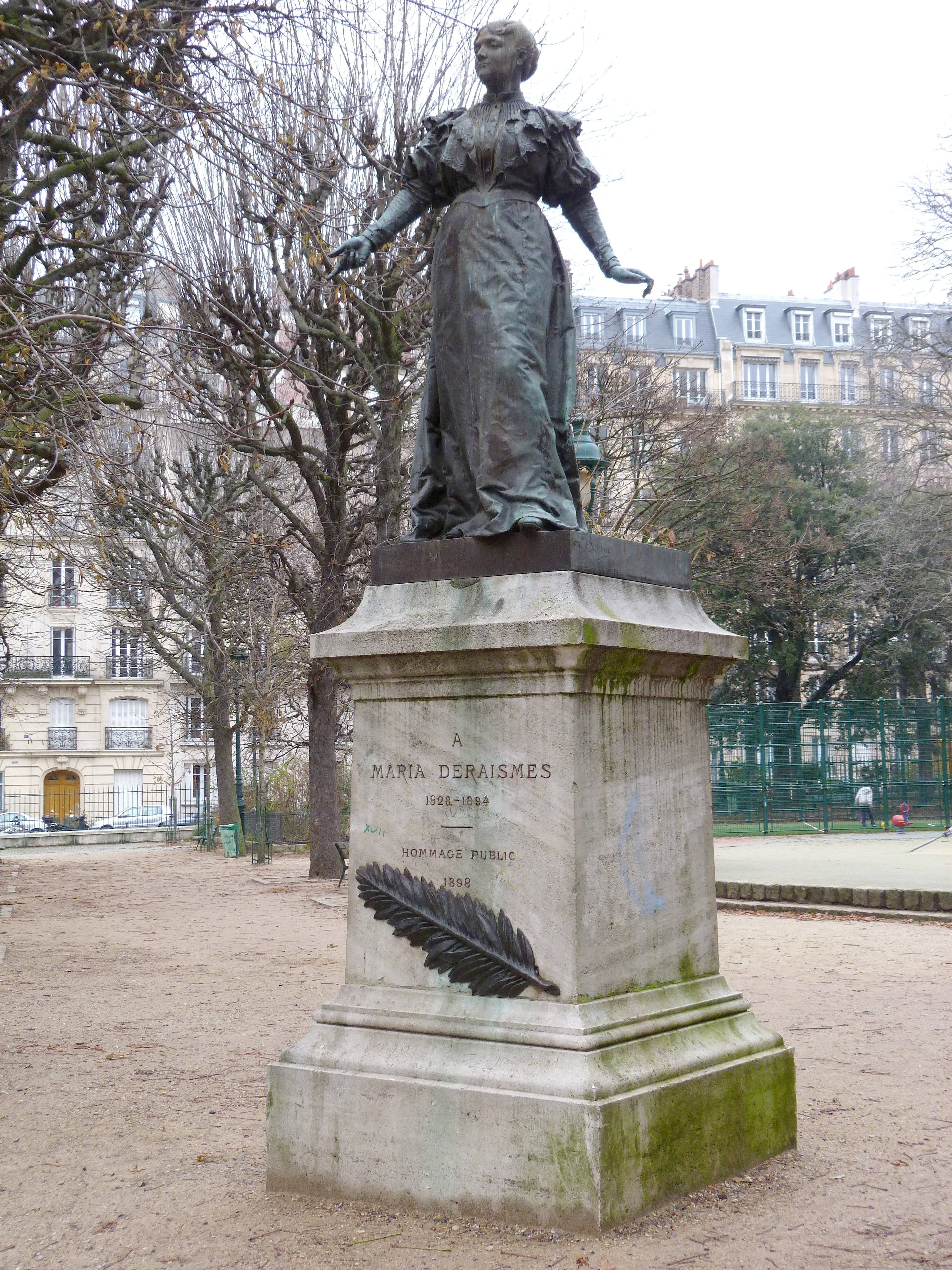
Monumento a Maria Deraismes, Piazza delle Épinettes, Parigi (17° arrond.), scultura di Louis-Ernest Barrias, bronzo, installata nel 1898, poi fusa durante l'occupazione nazista ed eretta di nuovo nel 1984

La massoneria mista internazionale cominciò in Francia nel 1882 con l'iniziazione di Maria Deraismes nella loggia Libre Penseurs (letteralmente "loggia dei liberi pensatori"), una loggia di uomini sotto la Grande Loge Symbolique de France. Con il Senatore attivista Georges Martin, nel 1893 Maria Deraismes sovrintese l'iniziazione di sedici donne nella prima loggia nel mondo ad avere sia uomini sia donne come membri, creando Le Droit Humain, il primo a pensare l'ingresso della donna in massoneria in senso organico, dunque il più antico e il più vasto sul piano geografico. Oggi è presente in tutti i continenti e in quasi settanta paesi. Le donne, generalmente, entrano in logge massoniche come quelle appunto del Droit Humain, oppure in logge che ammettono solo donne, costituite sotto la giurisdizione locale.
In America settentrionale è più comune per le donne non diventare massoni per sé, ma aggregandosi a un corpo associato con proprie, separate tradizioni, come l'Order of the Eastern Star, in Italia "Stella d'Oriente", che ammette solamente donne parenti di massoni. Nei Paesi Bassi esiste una fratellanza per donne completamente separata, benché alleata, l'Order of Weavers ("Ordine delle Tessitrici"), la quale usa simboli tratti dalla tessitura piuttosto che dalla massoneria artigiana.
La Grande Loge Symbolique de France e altre giurisdizioni che alla corrente massonica di questo fanno riferimento concedono pieno riconoscimento alle donne in massoneria che sono qui perfettamente equiparate agli uomini. L'UGLE e altre giurisdizioni non riconoscono formalmente alcuna entità che accolga donne, sebbene in molti paesi si percepisca e si accetti in modo informale come queste istituzioni co-massoniche siano parte della libera muratoria in un senso più ampio. L'UGLE, per esempio, ha riconosciuto fin dal 1998 due giurisdizioni femminili locali come regolari nella pratica, eccezion fatta per il loro includere donne, e ha indicato che, benché non formalmente riconosciuti, questi corpi possono essere considerati parte della massoneria. Così, la posizione delle donne nella massoneria sta rapidamente evolvendo nel mondo di lingua inglese. In molti casi il Nord America sta seguendo la tendenza inglese in fatto di donne. I massoni si definiscono tra di loro "fratelli".
Le donne (che si definiscono "sorelle") non sono ammesse nelle officine del Grande Oriente d'Italia, così come in quelle della Gran loggia regolare d'Italia, ma nei capitoli di un ordine parallelo paramassonico chiamato Ordine della Stella d'Oriente e ufficialmente riconosciuto dal Grande Oriente d'Italia, nel quale però sono ammesse solo donne legate da vincoli di parentela con gli appartenenti al G.O.I. Sono ammesse invece in altre comunioni, come la Gran Loggia d'Italia degli Alam, il Supremo Consiglio d'Italia e San Marino (obbedienza mista, fondata nel 2003 dall'Ex Gran Maestro degli Alam Renzo Canova), l'Ordine Massonico Tradizionale Italiano (fondata nel 2016 dall'Ex Gran Maestro degli Alam Luigi Pruneti) e l'Ordine Internazionale Le Droit Humain (attraverso la Federazione Italiana); nelle Comunioni "miste" sono riconosciute alle Sorelle pari dignità iniziatica ed eguali possibilità elettive all'interno delle logge e dell'obbedienza. Esiste peraltro dal 1990 un'Obbedienza solo femminile italiana, la Gran Loggia Massonica Femminile d'Italia riconosciuta dalla Gran Loggia Femminile di Francia. Nel 2014 è stata fondata la Gran Loggia Massonica Donne d'Italia (GLMDI), di Rito Scozzese Antico ed Accettato, si tratta dell'unica Obbedienza Italiana formata esclusivamente da donne che abbia sede a Roma. Ha stipulato un trattato di Amicizia e di Alleanza Fraterna con il Sovrano Ordine Massonico d'Italia.

### La segretezza

Una frase in inglese e il suo corrispondente utilizzando il cifrario pigpen

Riferendosi all'attività massonica si parla di "segretezza" in luogo della più corretta indicazione di riservatezza, poiché in realtà il "segreto" è limitato al dovere insito nella cultura massonica di non rivelare all'esterno ciò che viene svolto nel tempio dalle logge riunite ritualmente.

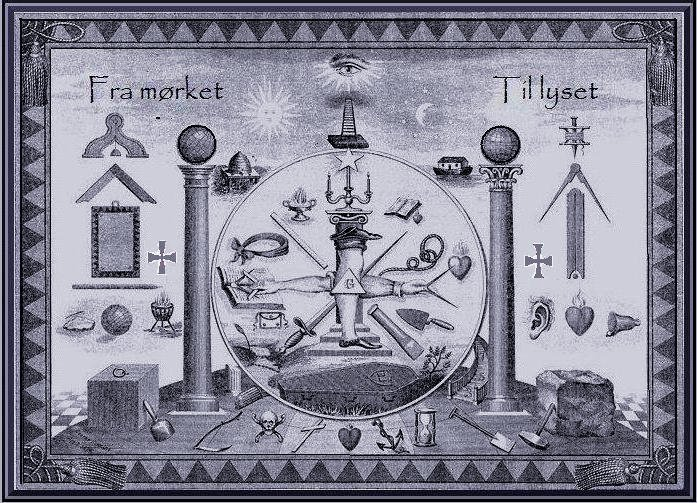
Cifrario dei simboli massonici

La massoneria è spesso definita una società segreta ed è erroneamente considerata da molti il vero prototipo di questo tipo di società. Molti massoni sostengono che sarebbe meglio descriverla come una "società con segreti". Il livello di segretezza varia decisamente da zona a zona. Nelle nazioni anglofone la maggior parte dei massoni rende pubblica la propria affiliazione con la società segreta, gli edifici massonici sono chiaramente segnati e gli orari delle riunioni sono generalmente di dominio pubblico. In altre nazioni, dove la massoneria è stata soppressa dal governo, la segretezza può essere molto più praticata. Perfino nel mondo anglofono i dettagli precisi dei rituali non vengono resi pubblici e i massoni hanno un sistema segreto di "metodi di riconoscimento", come la stretta di mano segreta massonica, tramite la quale i massoni possono riconoscersi tra loro "nel buio come nella luce"; tuttavia, i massoni riconoscono che questi segreti sono stati ampiamente resi disponibili tramite letteratura sia massonica sia antimassonica, da secoli.
Molte sono le giustificazioni addotte dai massoni in ordine alla riservatezza che caratterizza la sua vita interna dell'organizzazione. La principale di esse è che la massoneria è un ordine iniziatico cui si accede passando attraverso diversi livelli di indagine e conoscenza delle questioni etiche e filosofiche, ossia si procede tramite iniziazioni, le quali permettono il riconoscimento del livello spirituale raggiunto; conoscere in anticipo gli eventi pregiudicherebbe l'efficacia di questo sistema. È spesso definita dai suoi membri "un particolare sistema di moralità mascherato dall'allegoria e raffigurato attraverso simboli".
Così Giacomo Casanova sui misteri della massoneria:
(Storia della mia vita)
Oggigiorno, poiché le segretezza non è più necessaria nei paesi democratici, si tende a fare distinzione tra "segreto" e "secreto". L'esperienza massonica è infatti di per sé incomunicabile al prossimo attraverso la forma verbale, così come non lo è una qualunque esperienza di vita di ciascun individuo. Dal punto di vista meramente associativo i massoni, almeno in alcuni Stati (tra i quali l'Italia) tendono a non comunicare la propria appartenenza per timore di discriminazioni sociali e lavorative, mentre negli Stati Uniti, nei Paesi anglofoni e in Sud America è motivo di orgoglio e viene pubblicizzata senza timore.

### Rapporti con le confessioni religiose
Alcuni intellettuali cattolici mettono in risalto i punti di convergenza tra i principi massonici e quelli cattolici (ad esempio, l'universalismo, l'eguaglianza universale, i diritti umani), e anche un'attenzione, forse più presente nella massoneria del passato, alla unicità e sovranità di Dio quale unico creatore e giudice.
Alcune delle chiese protestanti scoraggiano a loro volta i propri fedeli dall'entrare nella massoneria; sebbene da parte del Cristianesimo protestante vi siano state condanne,, nel complesso non esistono tensioni.
Da parte delle istituzioni massoniche invece non vi è alcuna preclusione rispetto alla religione professata dai suoi aderenti, nessuno viene considerato escluso dalla massoneria qualsiasi fede abbracci al momento di entrare a farvi parte, o durante il suo percorso massonico; questo è sancito anche dalle costituzioni di Anderson.

### I rapporti con la Chiesa Cattolica
Appartenenza alla massoneria e appartenenza alla Chiesa cattolica sono per quest'ultima inconciliabili, e più volte questa è stata espressa solennemente dal clero. Un cattolico che entrasse a farne parte e operasse nell'ambito della massoneria incorrerebbe in scomunica, disapprovazione o interdetto. La lettera apostolica di papa Clemente XII In eminenti apostolatus del 1738 contiene la dichiarazione di scomunica per il cattolico che appartenga a qualunque titolo a un'associazione massonica:
(In eminenti apostolatus)
Tale scomunica fu ribadita dal canone 2335 del Codice del 1917, per poi essere abrogata il 27 novembre 1983 con l'entrata in vigore del nuovo Codice di diritto canonico, che fa un elenco tassativo delle possibili scomuniche e non vi include quella nei confronti dei massoni.
Anche se nel Codice promulgato non vi è alcun riferimento esplicito alla massoneria, nel documento emesso nel 1983 dalla Congregazione per la Dottrina della Fede (guidata in quel momento da Joseph Ratzinger) si ribadisce che i cattolici non possono entrare nella massoneria:
Non è necessario che la loggia, associazione o qualunque altra denominazione di tipo massonico a cui si appartiene sia apertamente contro la Chiesa per incorrere nel divieto, è sufficiente che abbia le caratteristiche dell'associazionismo di tipo massonico. Va inoltre ricordato che il can. 1374 del nuovo codice di diritto canonico prevede giuste pene per chi si iscrive e l'interdetto per chi promuove o dirige associazioni che complottino istituzionalmente o di fatto contro la Chiesa cattolica.
Altri documenti che parlano del rapporto con la massoneria sono:
- la bolla Providas Romanorum di papa Benedetto XIV del 1751.[69]
- La massoneria, le sette e le altre società segrete furono definite la "Sinagoga di Satana" da papa Pio IX, denunciando gli attacchi ai diritti e alla libertà della Chiesa, nell'enciclica Etsi multa luctuosa del 21 novembre 1873.[70]
- l'enciclica Humanum Genus di papa Leone XIII del 1884.[71]
- l'esortazione apostolica Annum ingressi di papa Leone XIII del 19 marzo 1902.
- il Codex Juris Canonici promulgato da papa Benedetto XV nel 1917, nei canoni 1240 §1 1º (negazione delle esequie ecclesiastiche di chi appartenga alla massoneria), 1399 8º (proibizione dei libri che presentino la massoneria come utile e non dannosa), 2335 (scomunica latae sententiae per chi aderisce a un'associazione massonica), 2336 §2 (obbligo di denunciare al Sant'Uffizio chierici e religiosi che aderiscano a un'associazione massonica).
- il nuovo Codice di Diritto Canonico, promulgato da Giovanni Paolo II nel 1983, nel quale tuttavia non appare più la parola massoneria; nel canone 1374 si stabilisce che «chi aderisce ad una associazione che complotta contro la Chiesa sia punito con una giusta pena; chi poi tale associazione promuove o dirige sia punito con l'interdetto».
- la Dichiarazione sulla massoneria della Congregazione per la Dottrina della Fede approvata da papa Giovanni Paolo II il 26 novembre 1983. Essa ribadisce la condanna e la diffida relativa all'appartenenza, venendo così a costituire interpretazione autentica del canone 1374. In un articolo del 23 febbraio 1985 su L'Osservatore Romano si forniscono la motivazione della condanna e della diffida espresse nella Dichiarazione del 1983.
- il documento della Conferenza Episcopale Tedesca, a conclusione di colloqui svolti, dal 1974 al 1980, fra una commissione di dialogo di tale Conferenza, a ciò incaricata dalla Santa Sede, e qualificati esponenti delle "grandi logge Unite di Germania" (massoneria regolare). Il documento conclude per l'incompatibilità fra la professione di fede cattolica e l'appartenenza alla massoneria.

La stessa breve dichiarazione, approvata dal Vescovo di Roma papa Giovanni Paolo II, ha introdotto una forte limitazione alla libertà degli altri Vescovi della Chiesa Cattolica, cui viene vietato di derogare a quanto stabilito, anche in pejus, con provvedimenti più restrittivi per singoli fedeli o per comunità nell'ambito delle loro rispettive diocesi.
Senza un provvedimento esplicito del Sommo Pontefice, queste eccezioni sono vietate:
(AAS LXXVI [1984] 300.)

### Il rapporto con la musica
In merito al legame storico con la musica da marcia, mutuata dalla Chiesa protestante, il musicologo tedesco Willi Apel ha affermato che:
- nell'isola britannica: di innodie con nuovi testi per accordi [che erano] in larga misura presi a prestito dalla chiesa protestante, e di musica processionale per organo;
- nel Continente: di fiati e ottoni in coro, derivati da tradizioni militari.

(Willi Apel, The Harvard Dictionary of Music)

### Iscrizione alla massoneria e assonnamento
Uno degli argomenti più dibattuti sulla massoneria è il cosiddetto "assonnamento", o "stato di sonno" che ha un significato duplice e antitetico a seconda che si valuti l'aspetto "iniziatico" o l'aspetto puramente associativo. Se infatti dal punto di vista "iniziatico" una volta superato il rito di iniziazione il massone rimane tale per sempre (anche dopo la morte, si parla infatti di "Oriente Eterno") dal punto di vista meramente burocratico invece, essendo le principali Gran Logge italiane Regolari (G.O.I., G.L.R.I.) associazioni giuridicamente inquadrate come "non riconosciute", ma perfettamente lecite, è possibile far decadere l'iscrizione chiedendo, appunto, lo "stato di sonno". Il massone "in sonno", non essendo più iscritto all'associazione, non dovrà più pagare la capitazione annuale e non avrà più diritto a frequentare le riunioni e le manifestazioni riservate e, se vorrà rientrare a far parte dell'Obbedienza, dovrà richiedere nuovamente l'ammissione, tramite apposito modulo e presentando i carichi pendenti e i certificati giudiziari, che dovrà essere vagliata e votata dai Fratelli di Loggia e accettata dagli organi preposti (Gran Segreteria, Gran Maestro). In caso di esito positivo dovrà nuovamente adempiere agli obblighi economici (pagare la tassa d'iscrizione) e prestare nuovamente la "promessa solenne", venendo riammesso col proprio grado. Il massone in sonno può aderire anche ad altre associazioni massoniche nazionali e internazionali, non sussistendo più vincoli i associativi con l'obbedienza di provenienza, cosa preclusa agli iscritti.

## Critiche

### I rituali e l'occultismo
La critica più diffusa verso la massoneria si focalizza sul carattere segreto e occulto che essa intende avere circa i propri «misteri», che unito al forte senso di misticismo. Durante i "lavori di loggia" sono precluse le discussioni riguardanti la politica e la religione; a essi può essere accennato solo da un punto di vista storico e/o filosofico per contestualizzare un determinato evento o argomento, o semplicemente come possibile riferimento per un eventuale approfondimento.
René Guénon, che entrò a far parte per breve tempo del Rito antico e primitivo di Memphis Misraim e del Rito Spagnolo, riteneva che la massoneria da un lato costituisse una reale via iniziatica, ma che dall'altro fosse degenerata a partire dal XVIII secolo finendo per supportare il materialismo e contrapporsi alle religioni.
(René Guénon)
Ancora più radicali le critiche di Julius Evola, il quale proprio a causa di questa degenerazione non riconosceva più alla massoneria neppure il carattere iniziatico che la connotava in origine, ritenendo ormai prive di valore le sue simbologie. La progressiva politicizzazione e sottomissione della massoneria a forze anti-tradizionali ne avrebbero determinato l'inversione dell'antica spiritualità ghibellina in un laicismo di derivazione illuminista.

### Il condizionamento della politica e ilnuovo ordine mondiale
I massoni sono spesso accusati di costituire una potente lobby, teatro di scambio di favori e raccomandazioni tra persone potenti allo scopo di favorire in ogni modo i propri membri, arrivando in taluni casi a costituire una rete parallela, clandestina o comunque occulta rispetto ai poteri dello Stato, talvolta, secondo alcuni critici, con il coinvolgimento in operazioni illegali, finalizzato anche alla costruzione - secondo alcune teorie del complotto - all'instaurazione di un nuovo ordine mondiale.
I sostenitori di questa teoria considerano una loggia massonica pure come una società di mutuo soccorso, nella quale persone consapevoli di scopi comuni (anche il semplice arricchimento, ad esempio) e dei mezzi per raggiungerli si aiutano l'un l'altra nell'ambito delle rispettive disponibilità; tutto ciò nascosto da un paravento di riti e idealismo illuministico. Secondo queste teorie, il coordinamento è appositamente affidato a gerarchie di persone che fanno da collegamento tra la domanda e l'offerta di servigi, in modo tale che chi detiene un potere può scambiare favori con un altro potente, tramite la loggia, nella reciprocità di un'adesione consapevole a un determinato scopo. Esistono diverse logge e diversi gruppi di logge, e anche tra esse avvengono gli scambi di favori tramite i capi, restando gli usufruttori e gli applicatori dei vari favori reciprocamente sconosciuti.

### L'influenza nella società
Alcuni valori massonici sono condivisi da altre associazioni internazionali; in alcuni casi risultano anche legami personali. Tuttavia nessuna di queste associazioni appartiene alla massoneria.
Robert Baden-Powell, fondatore dello scautismo internazionale, secondo varie ricerche, non fu mai massone, pure esistendo varie logge a lui intitolate. Tuttavia, alcuni fra i fondatori di associazioni scout nazionali probabilmente ritennero di poter mettere in pratica molti degli ideali massonici attraverso lo scautismo, come nel caso del massone Daniel Carter Beard, fondatore di un'organizzazione giovanile (i Figli di Daniel Boone) che nel 1910 si fuse con i Boy Scouts of America. Anche Sir Francis Vane e James Spensley, fra i pionieri dello scautismo in Italia, furono massoni.
Tra i fondatori del Rotary International vi era un massone, così come nel Lions Club e nel Kiwanis International. L'Avis è stata fondata in Italia da un massone. La massoneria è altresì spesso stata al centro di studi e inchieste soprattutto nell'ambito della "Teoria del complotto del Nuovo ordine mondiale".

## La repressione

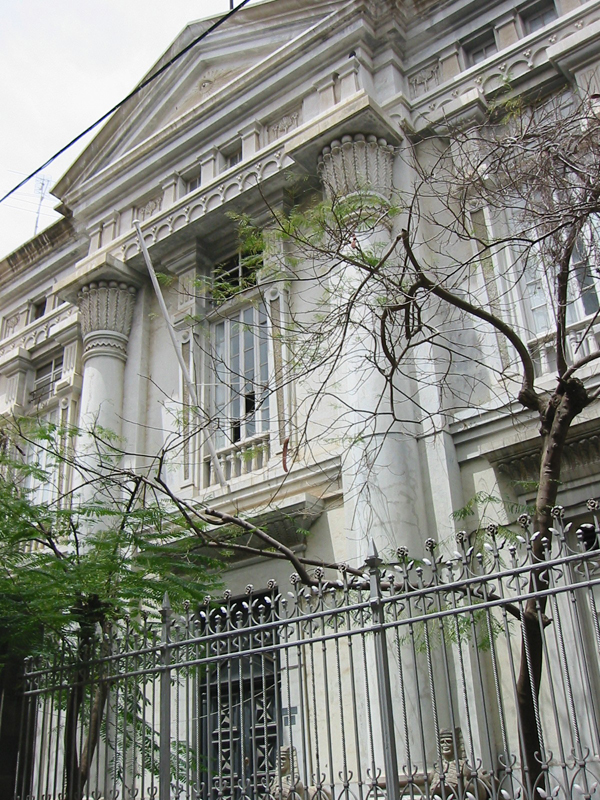
Il Tempio massonico di Santa Cruz de Tenerife è stato uno dei pochi che sono sopravvissuti alla dittatura di Franco in Spagna

Negli stati totalitari la massoneria è quasi sempre bandita. Così anche per quanto riguarda i paesi comunisti, con l'eccezione di Cuba, dove la massoneria è sempre stata ammessa. In Italia la massoneria è stata dichiarata fuorilegge nel 1925, durante il fascismo: nell'ottobre dello stesso anno, subito prima della approvazione della legge che la vietava, numerose logge erano state devastate dai fascisti: Aldo Alessandro Mola cita quelle di «Bari, Genova, Forlì e Modena».
Nel 1981 venne scoperta la loggia massonica P2, aderente al Grande Oriente d'Italia, che poi fu sciolta dal Parlamento italiano con la legge 25 gennaio 1982 n. 17 (cosiddetta legge Anselmi).

## Nel mondo

### Francia
In Francia hanno operato diverse associazioni massoniche, come ad esempio il Grande Oriente di Francia e Le Droit Humain; quest'ultima nata alla fine del XIX secolo da uno scisma di dodici logge dalla Grande Loge centrale de France, nel 1893 viene fondata la prima Loggia mista maschile e femminile dal nome Grande Loge symbolique écossaise mixte de France: "Le Droit humain", dalla quale derivò nel 1901 l'Ordre maçonnique mixte international "Le Droit humain".

### Italia

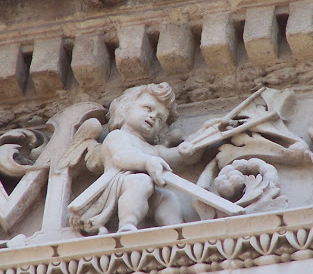
Scultura di angioletto presente sulla Basilica di Santa Croce a Lecce, che regge tra le mani un regolo e un compasso

Licio Gelli ai tempi dell'esplosione del caso P2

Nella seconda metà del XX secolo - tra la fine degli anni settanta e nei primi anni ottanta - la Propaganda 2, una loggia coperta del Grande Oriente d'Italia, il cui Maestro Venerabile era Licio Gelli, fu al centro di uno dei più grossi scandali della storia della Repubblica, con indagini che condussero alla scoperta di una lista di mille nomi (tra cui esponenti politici, militari e istituzionali di primo piano come Silvio Berlusconi, tessera nº 1816) e al piano di rinascita democratica, una sorta di "ruolino di marcia" per la penetrazione di esponenti della loggia nei settori chiave dello Stato.
Sin dalla fondazione, la caratteristica principale della P2 fu quella di garantire un'adeguata copertura e segretezza agli iniziati di maggior importanza, sia all'interno sia al di fuori dell'organizzazione massonica. Nel periodo della "maestranza" di Gelli, la "P2 riuscì a riunire in segreto almeno un migliaio di personalità di primo piano, principalmente della politica e dell'Amministrazione dello Stato, a fini di sovversione dell'assetto sociale, politico ed istituzionale italiano. Il nome della P2 ricorre più volte nelle cronache nel corso della storia italiana, dato che suoi esponenti sono stati coinvolti in vari episodi non completamente spiegati della storia della Repubblica (dal Golpe Borghese all'operazione Gladio).
Le indagini collegarono inoltre alcuni membri della loggia anche all'imponente scandalo finanziario internazionale della bancarotta del Banco Ambrosiano del banchiere Roberto Calvi e al suo assassinio (inizialmente ritenuto un suicidio) e di Michele Sindona, entrambi appartenenti alla P2. Come risultato, fu emanata nel 1982 la legge Spadolini che sciolse la loggia e rese illegale il funzionamento di associazioni segrete. Licio Gelli, in seguito alla vicenda, era stato espulso dal Grande Oriente d'Italia nel 1981.

### Regno Unito
Nello Stato nacquero le logge più antiche, come la Prima gran loggia d'Inghilterra; in Gran Bretagna nel 1990 una parte minoritaria del Partito Laburista al governo tentò invano di far passare una legge che richiedeva a tutti i pubblici ufficiali che fossero massoni di dichiararlo apertamente.

### Spagna
Dopo la caduta della Spagna franchista, la massoneria rientrò nella legalità in Spagna il 19 maggio 1979, grazie a una sentenza della Audiencia Nacional. Tale sentenza annullava una risoluzione del Ministero degli Interni - diretto allora da Rodolfo Martín Villa - che pretendeva mantenere la massoneria in clandestinità. Nel secondo dopoguerra vennero create alcune organizzazioni, come la Gran Logia Simbólica Española, il 15 maggio 1980 a Barcellona, con sede nella Calle de Avinyó.

### Stati Uniti d'America
Negli USA la massoneria ha tradizioni secolari, tra le logge più importanti e antiche ci sono la Gran Loggia della Pennsylvania e la massoneria di Prince Hall, che assunse caratteri piuttosto tipici dalle altre organizzazioni statunitensi. Inoltre i presidenti americani che ne furono membri erano numerosi basti pensare: George Washington, James Monroe, Andrew Jackson, James K. Polk, James Buchanan, Andrew Johnson, James Garfield, William McKinley, Theodore Roosevelt, William Howard Taft, Warren G. Harding, Franklin Delano Roosevelt, Harry S. Truman, Gerald Ford.